# Demokratikus Kambodzsa
Demokratikus Kambodzsa (khmer nyelven: កម្ពុជាប្រជាធិបតេយ្យ, Kampucsea Pracseathippatai, UNGEGN: Kâmpŭchéa Prâcheathippadey), vagy szoros átírásban Demokratikus Kampucsea egy rövid életű államalakulat volt a mai Kambodzsai Királyság területén, melyet a szélsőbaloldali és egyben szélsőjobboldali eszméket követő vörös khmerek alapítottak és uraltak Pol Pot vezetésével.
Kambodzsa 1953-ban szabadult fel a francia gyarmati uralom alól. A hatalomért indult vetélkedés győztese Norodom Szihanuk lett. Az ellenzéket elnyomó uralma miatt a kommunisták kénytelenek voltak teljes illegalitásba vonulni. Az elkövetkező két évtizedben Kambodzsa sorsát a vietnámi háború, valamint a globális és regionális nagyhatalmak vetélkedése határozta meg. Szihanuk, hatalmának megőrzése érdekében, szembefordult szövetségesével, az Amerikai Egyesült Államokkal, és Kína támogatását kereste. Emiatt 1970-ben Lon Nol tábornok puccsal megdöntötte uralmát, és támogatta, hogy az amerikai légierő bombázza a kambodzsai területen megbúvó észak-vietnámi kommunista csapatokat.
Az egyre nagyobb mértékű bombázások rengeteg áldozatot követeltek, ezért a kambodzsai parasztok közül sokan a dzsungelbe menekültek és nagy számban álltak be Pol Pot gerillahadseregébe. Pol Poték Vietnámtól, Kínától és a Szovjetuniótól is kaptak fegyvereket, és egyre nagyobb területeket foglaltak el. A vörös khmerek 1975. április 17-én bevonultak az ország fővárosába, Phnompenbe, és ezzel a korrupt Khmer Köztársaság összeomlott.
Pol Poték azonnal belekezdtek a radikális társadalomátalakításba. Céljuk a tökéletes kommunizmus megteremtése volt, bár ezt rendkívül sajátosan, a szovjet és a kínai típusú modelltől merőben eltérő módon képzelték el. Olyan államot akartak létrehozni, amelyben nincsenek osztályok, nincs magántulajdon, pénz, az emberek gondolkodását nem befolyásolja a vallás, a szerelem, ahol a mindennapokat is a párt határozza meg. Az új rend egyfajta agrárkommunizmus megteremtését tűzte ki célul, amelyben az emberek szinte kizárólag földművelésből élnek. A polpotizmus emellett egy erősen nacionalista eszme is volt egyben, hiszen a khmereket magasabb rendűnek tartotta más népeknél és a terror jelentős része az etnikai jellegű tisztogatáson alapult.
A vörös khmerek hatalomra jutásuk évében, 1975-ben nevezték át Kambodzsát, és új időszámításukban ezt az esztendőt tekintették a nulladik évnek. A radikális társadalomátalakítás hatalmas anyagi pusztítással járt, amit az emberek éhezése és szinte válogatás nélküli gyilkolása kísért. Becslések szerint a vörös khmer uralom idején nagyjából az ország lakosságának 20 százaléka, 1,7 millió ember halt meg az éhezés, az embertelen munkakörülmények, valamint a sorozatos kivégzések következményeként.
1978 karácsonyán a vietnámi hadsereg százezer katonával, harckocsikkal és repülőgépek támogatásával általános támadást indított Kambodzsa ellen, hogy megdöntse Pol Pot hatalmát. A vörös khmerek rendszere 1979. január 7-én összeomlott, de még évtizedeken át gerillaharcot folytattak az új hatalom ellen, amely kezdetben a közvetlen vietnámi bábállamot jelentette.
Demokratikus Kambodzsa működéséről – a vörös khmerek végletekig menő titkolózása, az ország szinte teljes elszigeteltsége, a politikai hatalom működését bemutató dokumentumok hiánya miatt – a kutatók elsősorban a szemtanúk, résztvevők visszaemlékezései alapján alkothattak képet.

## Út a szélsőségek felé

### 1863–1953

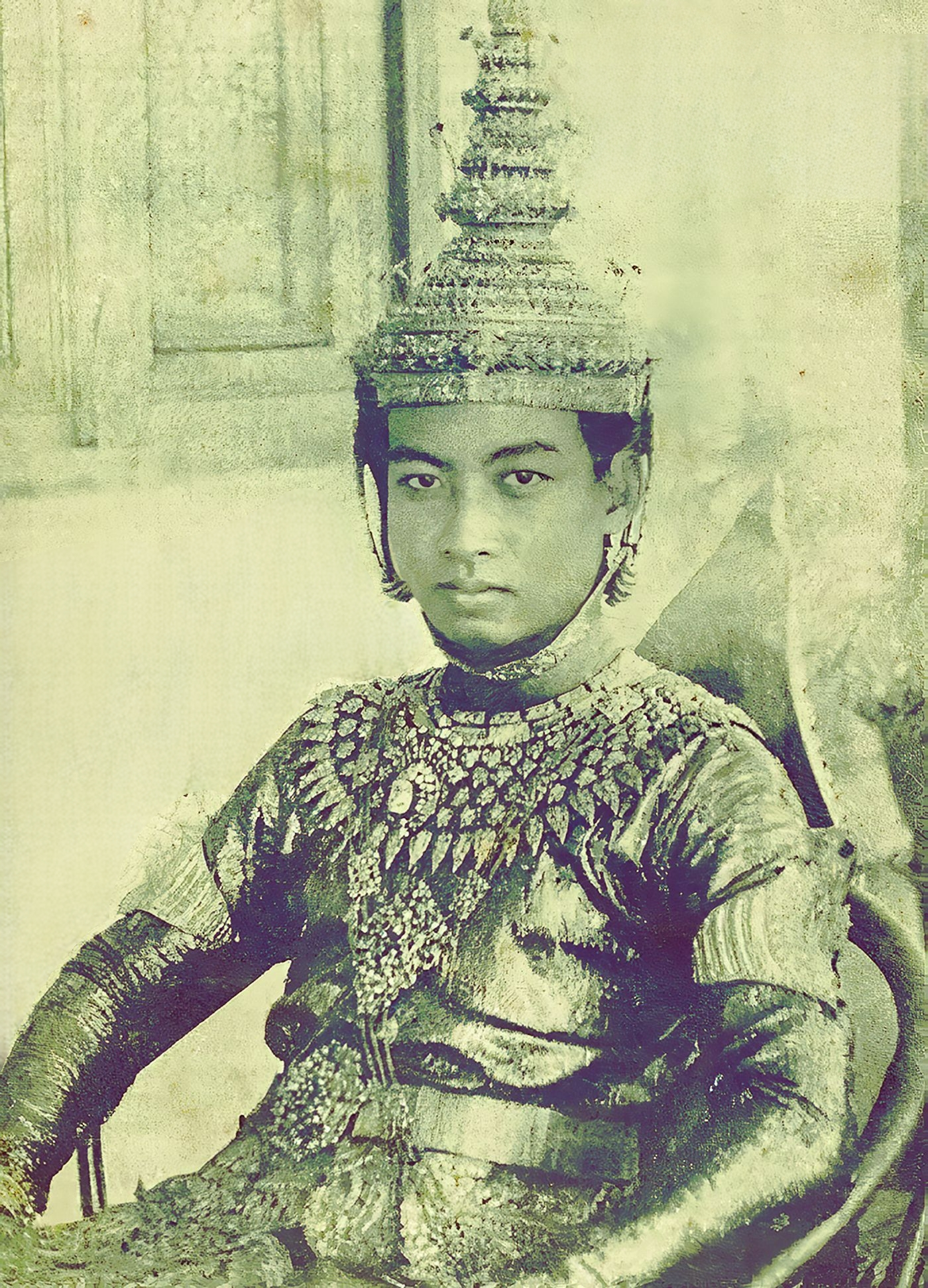
Norodom Szihanuk király 1941-es koronázásakor

I. Norodom király 1863-ban felkérte a franciákat, hogy legyenek országa protektorai, így akadályozva meg a szomszédok, a sziámiak és a vietnámiak támadásait. A franciák éltek a lehetőséggel. A gyarmati években a kambodzsai elit és a középosztály sok fiatalja ösztöndíjjal eljutott Franciaországba, és ott végezte egyetemi tanulmányait. Európában megismerkedtek az új, elsősorban baloldali eszmékkel, erősödött nacionalizmusuk. Ennek következményeként Kambodzsában is megjelentek a függetlenségi mozgalmak, amelyek kétszáz tagja 1950 áprilisában, Kampot tartományban megalapította ernyőszervezetüket, a Khmer Isszarakot. A szervezet fő erejét a kommunisták alkották. Támogatta őket a thai kormány és a Việt Minh, a vietnámi kommunista párt is.
A kambodzsai kommunista mozgalom szorosan kapcsolódott a francia gyarmati uralom ellen fellépő vietnámi baloldalhoz. Az 1940-es években számos kambodzsai tagja volt a vietnámiak által irányított Indokínai Kommunista Pártnak (ICP). 1951-ben megalakult az illegális Khmer Népi Forradalmi Párt (KPRP). Központi bizottságának első tagja Szon Ngoc Min (elnök), Szieu Heng (a katonai ügyek felelőse), Tu Szamut korábbi buddhista szerzetes (az ideológiai képzésért felelős vezető) és Csan Szamaj (gazdasági irányító) volt.
A kambodzsai kommunista pártban a kezdetektől fogva két nagyobb frakció működött. Az egyikbe azok tartoztak, akik a vietnámiaktól kaptak szellemi és gyakorlati kiképzést, és erősen kötődtek vietnámi elvtársaikhoz, elismerve vezető szerepüket az indokínai szélsőbaloldalban. A másik csoportot azok a kambodzsaiak alkották, akik Franciaországban, egy párizsi diákkörben váltak kommunistává. Utóbbiak nacionalistábbak voltak vietnámi kötődésű társaiknál. Kambodzsa 1953-ban elnyerte függetlenségét Franciaországtól.
1954-ben befejeződött az indokínai háború. A vietnámi kommunisták többsége visszatért Kambodzsából hazájába, de sok katonai tanácsadó maradt. Vietnámba települt át Szieu Heng, Csan Szamaj és ezernél több aktivista, ahol csatlakoztak Szon Ngoc Minhez, aki már korábban elhagyta Kambodzsát. Szieu Heng hamarosan visszatért Kambodzsába. Mivel a párt elnöke Vietnámban volt, a KPRP ideiglenes központi bizottsággal működött: Szieu Heng volt a titkár, Tu Szamut a helyettese. A ranglétra harmadik helyére Nuon Csea, a negyedikre Szo Phim, a későbbi Demokratikus Kambodzsa keleti zónájának parancsnoka került. Tu Szamut Nuon Cseával és Pol Pottal a párt városi tevékenységéért felelt. Pol Pot elsődleges feladata egy legális szervezet, a Néppárt megteremtése volt. Felvette a kapcsolatot a Demokrata Párttal, amelynek antifeudális és kapitalizmusellenes vonásai reményt nyújtottak arra, hogy ha megnyeri az 1955-ös választást, akkor a kommunisták is politikai befolyáshoz jutnak.

### 1954–1962

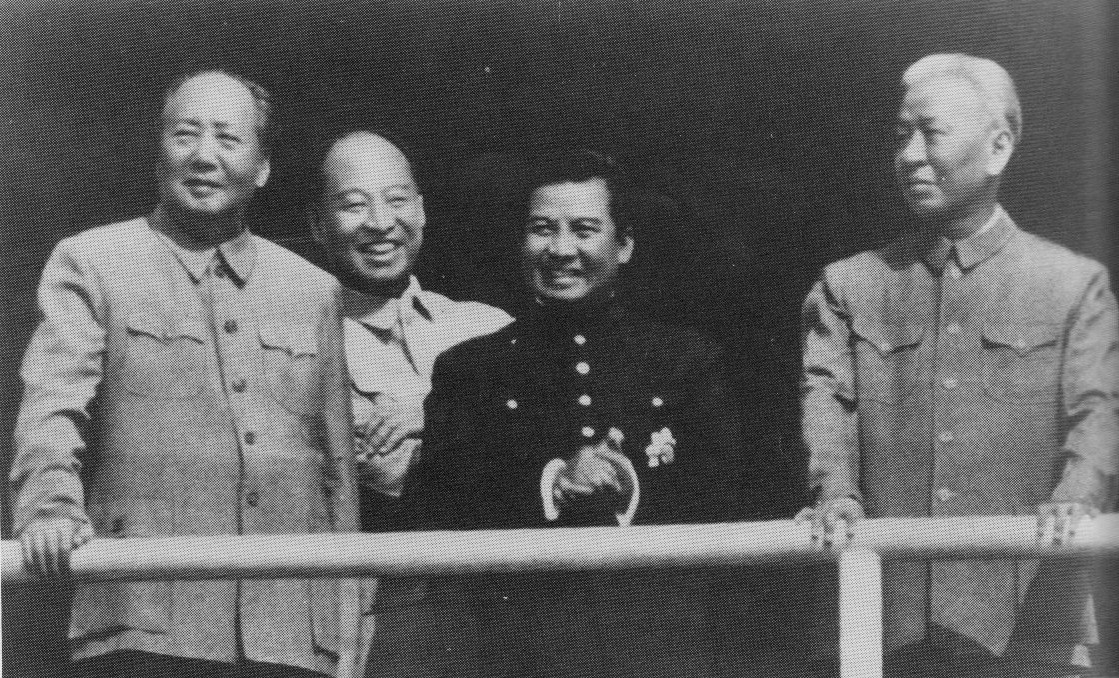
Szihanuk Kínában. Bal oldalon Mao Ce-tung, Szihanuk a harmadik

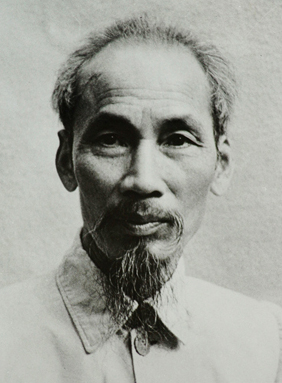
Ho Si Minh, a vietnámi kommunisták vezetője

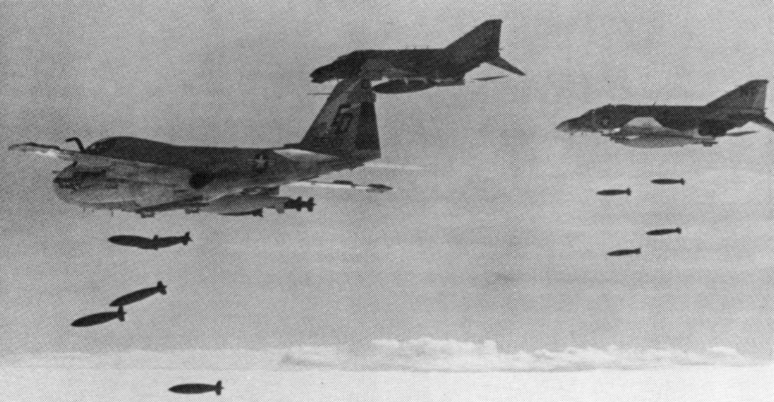
Amerikai bombázók Kambodzsa felett

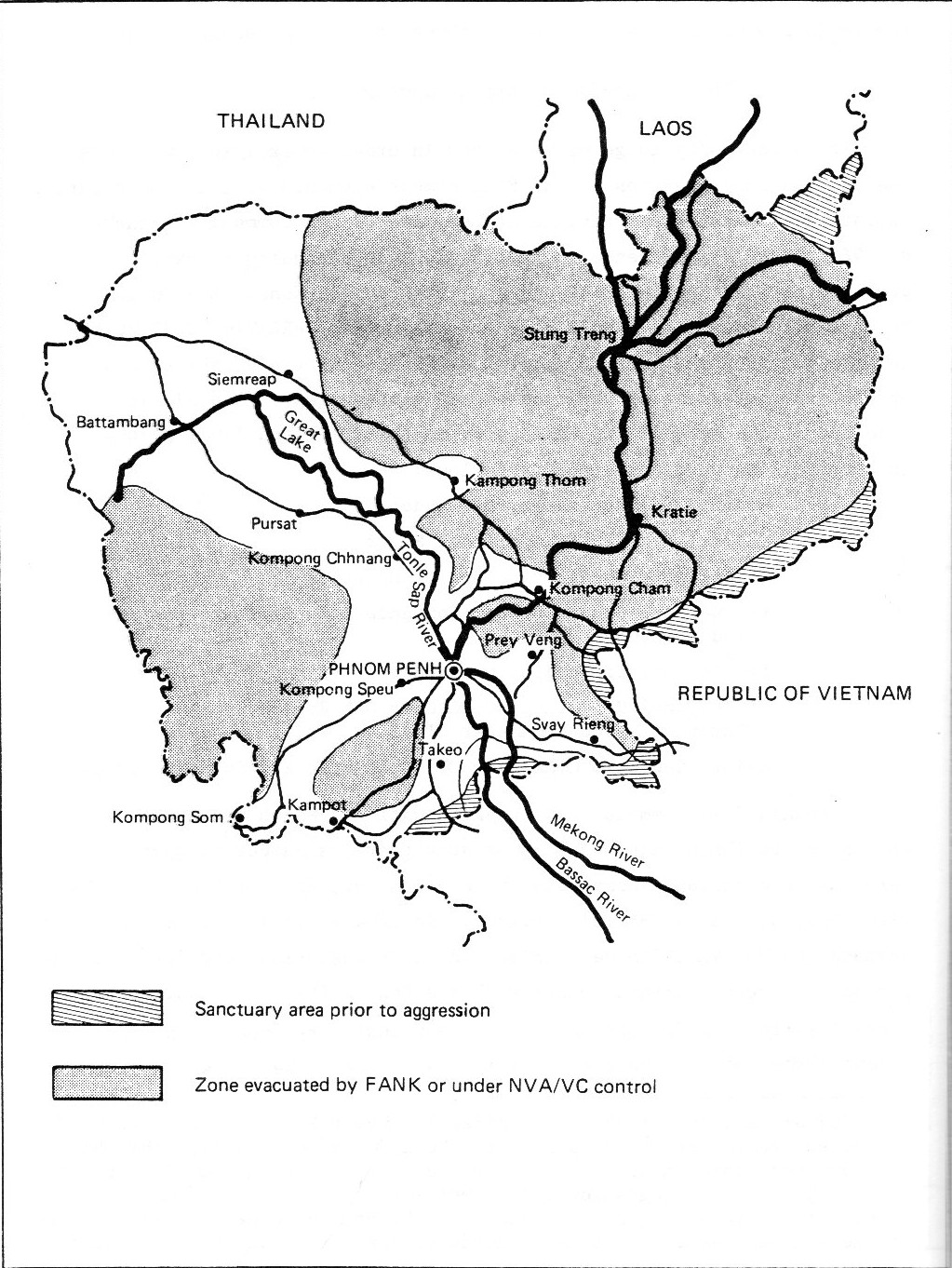
Kambodzsa politikai ellenőrzése 1970-ben. Fehér terület – kormány, sötét terület – vörös khmerek, csíkozott terület – Észak-Vietnám

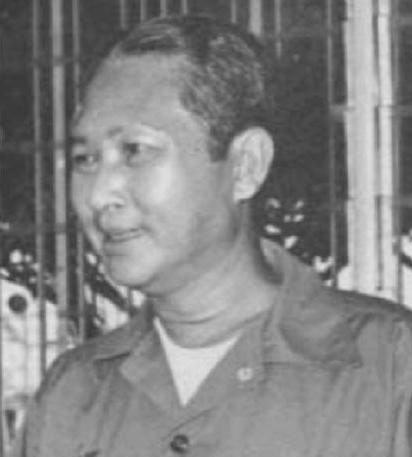
Lon Nol tábornok

1955-ben Norodom Szihanuk király lemondott a trónról apja, Norodom Szuramarit javára, hogy közvetlenül is részt vehessen a politikában. Pártja, a Szocialista Népi Közösség (Szangkum) elsöprő győzelmet aratott az 1955-ös választáson, és Szihanuk alakíthatott kormányt. Az addig népszerű Demokrata Párt elvesztette társadalmi bázisát, a kommunisták pedig mindössze 3 százaléknyi voksot szereztek a Néppárt révén.
1956-ban Szieu Heng, a kommunista párt titkára titokban felvette a kapcsolatot Lon Nollal, a hadsereg vezérkari főnökével, és számos elvtársát elárulta. Pol Pot akkori jelentése szerint 1955–1959-ben a párt tagjainak 90 százalékát őrizetbe vették, és 1960-ra mindössze 800-an voltak szabadlábon, és csak két vidéki alapszervezet – a Kampon Csam tartományi, amelyet Szo Phim vezetett és a Takeo tartományi, amelynek Ta Mok volt az első embere – működött. A kommunisták kénytelenek voltak teljes illegalitásba vonulni. A dzsungelekben bujkáltak, ahol kapcsolatot építettek ki a parasztokkal; nagyobb rizsadagot, kevesebb adót, az általános terhek csökkentését ígérték nekik.
1960. szeptember 28-30-án a párt titkos kongresszust tartott Phnompenben, amelyen 21-en vettek részt. A káderek meghatározták az új irányvonalat, és a szervezetet átnevezték Kambodzsai Munkáspártra. Titkára Tu Szamut, helyettese Nuon Csea, a harmadik számú vezető Pol Pot lett.
Szihanuk kiterjesztette az oktatást és modernizálta a fővárost, de uralma alatt elharapódzott a korrupció, és nőtt a társadalmi, gazdasági egyenlőtlenség, különösen a városok és a vidék között. Ezzel párhuzamosan a hidegháború legnagyobb összecsapása bontakozott ki Vietnámban. Kambodzsa ugyan deklarálta semlegességét, de nem tudta kihúzni magát a konfliktusból, hiába lavírozott a nagyhatalmak között. Szihanuk, miközben elnyomta a baloldaliakat, meg volt győződve arról, hogy a háború a kommunista hatalmak győzelmével végződik. Azért, hogy országát a háborún kívül tartsa és megőrizze hatalmát, együttműködött a kínaiakkal és az észak-vietnámiakkal.

### 1963–1970
Szihanuk 1963-ban nyíltan az Amerikai Egyesült Államok ellen fordult: államosította a bankokat és a kereskedelmi társaságokat. Ez év februárjában a kommunista párt rendkívüli kongresszust tartott, mert a szervezet titkára eltűnt. Új vezetőnek Pol Potot választották, helyettese Nuon Csea lett. Pol Pot elhagyta a fővárost, és az ország északkeleti részébe, egy vietnámi bázisra költözött, amelyet a párt 100-as irodának hívott. 1965-ben ellátogatott Hanoiba, onnan pedig Kínába és Észak-Koreába. Kínai fogadtatása már jelezte a későbbi szakítást Vietnámmal. Szihanuk május 3-án, egy bombatámadásra hivatkozva megszakította a diplomáciai kapcsolatokat Washingtonnal, és vállaltan Peking szövetségese lett.
Szihanuk szemet hunyt afelett, hogy az észak-vietnámiak hosszú ellátási útvonala, a Ho Si Minh-ösvény kambodzsai területeken is áthaladt, valamint csapataik bázisként használják a határ menti kambodzsai területeket. 1965-ben az amerikai hadsereg súlyos bombatámadásokat indított a vietnámi kommunisták kambodzsai létesítményei ellen. A következő négy évben 83 helyen bombáztak. 1969 után szőnyegbombázásokkal támogatták az amerikai csapatok lassú visszavonulását Vietnámban. Az éveken át tartó légicsapások 150 ezer, egyes becslések szerint 300 ezer kambodzsai áldozatot követeltek. Az elkeseredett falusiak sokasága állt be a vörös khmerek közé.
1966 szeptemberében Pol Pot Kambodzsai Kommunista Pártra változtatta a szervezet nevét, hogy ezzel is a kínai mintát kövesse a vietnámi helyett.
Szihanuk fokozatosan elidegenítette a kormány jobboldali érzelmű tagjait, valamint a hadsereget, amelynek létfontosságúak voltak az amerikai segélyek. 1970. január 6-án Franciaországba utazott. Március 18-án, távollétében a parlament megfosztotta hatalmától, és halálra ítélte. A puccsot az Egyesült Államok is támogatta. Csaknem kétezer év után Kambodzsában hivatalosan is eltörölték a monarchiát.
A Lon Nol tábornok által vezetett Khmer Köztársaság nyíltan az Egyesült Államok mellé állt, valamint pogromokat indított az országban élő mintegy 450 ezres vietnámi kisebbség ellen, amelynek kétharmada elmenekült az országból. Észak-Vietnám fokozta a vörös khmerek támogatását, fegyverekkel és kiképzőkkel segítette őket. 1970. április elején észak-vietnámi csapatok hatoltak be Kambodzsába, és nagy területeket foglaltak el. Az amerikai légierő fokozta támadásait, aminek az lett az egyik következménye, hogy a vietnámiak a határ menti térségekből egyre mélyebbre húzódtak az országban.

### 1971–1975
A vörös khmer katonai ereje 60 ezres gerillasereggé fejlődött. Pol Poték Kínától és a Szovjetuniótól is kaptak fegyvereket. A vezetői központot, amely meglehetősen távol esett a falvaktól, K5-nek nevezték. Itt tartották a megbeszéléseket, és itt élt Pol Pot is. A vörös khmerek az általuk ellenőrzött területeken megkezdték a falusi szövetkezetek felállítását, és sok parasztot besoroztak.
Lon Nol uralkodása alatt a korrupció a korábbinál is nagyobb méreteket öltött, a hadsereg magas beosztású tagjai hatalmas összegekkel csapolták meg az amerikai segélyeket. Az országban polgárháború alakult ki, amelynek egyik oldalán a királypártiak, a kommunisták és az észak-vietnámiak, a másikon a köztársaság támogatói, az amerikaiak és a dél-vietnámi csapatok álltak. Az államcsíny után, a kínaiak nyomására, Szihanuk taktikai szövetséget kötött a kommunistákkal, mert abban bízott, hogy visszasegítik őt a hatalomba. A kínai emigrációból Szihanuk arra szólította fel támogatóit rádióbeszédében, hogy segítsék a vörös khmereket, és ezzel jelentősen megerősítette a kommunisták társadalmi beágyazódását és elfogadását. A herceg egy interjúban később elmondta, hogy az őt felkereső vörös khmer küldöttség azt állította, nem lesz tömeges megtorlás, csak Lon Nolt és hat társát fogják kivégezni.
1971-ben Lon Nol csapatai már csak a városokat és azok környezetét ellenőrizték. A köztársaságiak 1972 elején megindították a Csenla 2 hadműveletet a vörös khmerek és vietnámi segítőik ellen, de az kudarcot vallott.
A kambodzsai hadsereg ettől kezdve súlyos veszteségeket szenvedett, és folyamatosan vonult vissza. 1973 elején a vörös khmerek már Kambodzsa területének 80 százalékát uralták, a városokban pedig kétmillió menekült zsúfolódott össze. 1973. augusztus 15-én az amerikaiak beszüntették a bombázásokat, valamint a dél-vietnámi egységek is elhagyták Kambodzsa területét. Lon Nol csapatai már csak magukra számíthattak.
A vörös khmerek az elfoglalt területeken, vietnámi mintára, 1971-től átnevelő táborokat és úgynevezett fogvatartási központokat állítottak fel, de a Việt Minh létesítményeitől eltérően ezeknek egyetlen céljuk volt, a foglyok megsemmisítése. A táborokba nemcsak ellenséges hadifoglyokat zártak be, hanem mindenkit, aki gyanús volt; a szülőkkel együtt a gyerekeket is. A kegyetlen bánásmód és a sorozatos kivégzések gyorsan csökkentették a rabok számát.
1973 elején megromlott az észak-vietnámiak és a vörös khmerek amúgy sem felhőtlen kapcsolata, miután a kambodzsaiak vonakodtak részt venni az amerikai csapatok kivonásáról szóló januári tárgyalásokon, majd a párizsi megállapodásban. Ezért a vietnámiak jelentősen csökkentették a kambodzsaiak támogatását, amivel kontrolljuk is mérséklődött felettük. Pol Poték megkezdték kiszorítani azokat az egykori kambodzsai ellenállókat, akik a franciák ellen harcoltak, majd az 1954-es genfi megállapodás részeként Vietnámba távozhattak, és később onnan visszatértek Kambodzsába. Saját történelmüket is átírták a vörös khmerek, amikor 1973-ban azt kezdték terjeszteni, hogy a KPRP-t nem 1951-ben az Indokínai Kommunista Párton belül, hanem 1960-ban alapították, tisztán kambodzsai részvétellel.
A vörös khmerek erősödésével egyre fokozódott a brutalitásuk. A tömeges deportálások 1973-ban kezdődtek, amikor Takeo tartományból mintegy 40 ezer embert telepítettek át a vietnámi határövezetekbe. Kratyeh városának valamennyi lakosát elhajtották. Udong 1974-es bevételekor nagy valószínűséggel tízezer embert öltek meg.

## Vörös khmer utópia
A kambodzsai kommunista párt célja a tökéletes kommunizmus megteremtése volt. Az új államot, amely a Demokratikus Kambodzsa nevet kapta, osztályok és magántulajdon nélküli társadalomként képzelték el. Az új rend egyfajta agrárkommunizmus megteremtését tűzte ki célul, amelyben az emberek szinte kizárólag földművelésből élnek. Pol Pot úgy gondolta, hogy vissza kell vezetnie a kambodzsaiakat a gyökereikhez, hogy a primitív viszonyok között találják meg ismét dicső múltjukat. Emiatt pusztítottak el később mindent, ami elengedhetetlen feltétele volt a modern társadalomnak.
Pol Pot utópiájának kialakulására nagy hatással voltak az ország északnyugati erdőségeiben töltött évek, ahol látta, ahogy a hegyi törzsek önellátóan élnek, nem használnak pénzt. Hatalomra kerülésük után a vörös khmerek eltörölték a pénzt, a szabadpiacot, a magántulajdont, és módszeresen megsemmisítettek mindent, ami a városi élet része volt, köztük az autókat és a könyveket. Hasonló sorsra jutottak a mezőgazdasági munkát megkönnyítő gépek is. Pol Pot 1975-ben így beszélt a pénzről: „A pénz olyan eszköz, amely kiváltságot és hatalmat teremt. Aki birtokolja, megvesztegethetné pártkádereinket, és alááshatná rendszerünket. A pénz veszedelmes, most és a jövőben is. Óvatosan kell bánnunk vele.”
Pol Pot eszményítette a törzsi életformát. Úgy vélte, a törzsek tagjai kétezer év alatt sem vesztették el khmer tudatukat, ezért nem vették át sem a hinduizmust, sem a buddhizmust. A vörös khmerek egyik alaptézise a khmer felsőbbrendűség volt, Pol Pot gyakorta ismételgette, hogy ha a khmerek képesek voltak felépíteni Angkort, a hatalmas templomvárost, akkor bármit meg tudnak tenni. A kommunisták hatalomra jutásuk után új időszámítást vezettek be, amelynek nulladik éve lett 1975.
Pol Pot egy 1976-os beszédében így fogalmazta meg az új hatalom működésének alapelveit: „Hogyan szervezzük tevékenységünket? Úgy, mint a háborúban. Az egész országra kiterjedő támadást intézünk. Megtanultuk a háborúban, ha erős a vezetés, győzni fogunk.” Pol Pot nem rejtette véka alá, hogy az új rendszer kegyetlenül bánik ellenfeleivel. A mondásait, figyelmeztetéseit, fenyegetéseit tartalmazó vörös könyvben ez az idézet szerepel tőle: „Az imperialisták elleni forradalom nem vacsoravendégek meghívása. […] Nem arról szól, hogy jó modorúak és udvariasak vagyunk, nem arról, hogy félünk az ellenségtől. A forradalom fortyogó dühvel fordul egy osztály ellen, lecsap rá, és megsemmisíti”.

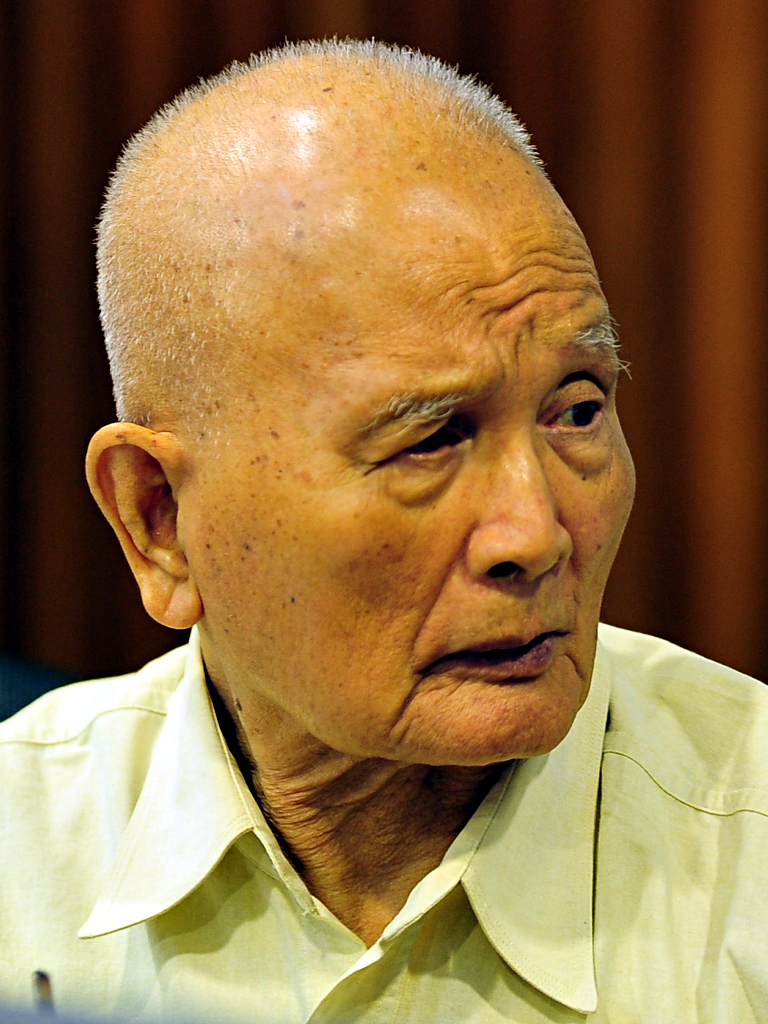

A törzseknél azt látta, hogy az állatokat a fejük hátsó részére mért csapással ölik meg. Ez lett a vörös khmerek első számú kivégzési módszere is. A halottak eltemetését is átvette: sekély sírhantokba helyezték a meggyilkoltak holttestét. Pol Pot csodálta, hogy a primitív viszonyok között élők milyen könnyen költöznek el falvaikból, ha a szükség úgy hozza. Ez a motívum jelent meg a későbbi tömeges kitelepítésekben.
A kommunista vezetők – habár többségük egyetemre járt – megvetették az értelmiséget. Khieu Szamphan 1976-ban Kambodzsába visszatérő értelmiségieknek azt mondta, hogy „nincs szükségünk önökre, olyan emberekre van szükségünk, akik a földműveléshez értenek. […] Aki politikailag iskolázott, aki jól megértette a rendszert, akármit csinálhat, a szaktudás majd csak utána jön. […] Nincs szükség mérnökre a rizstermesztéshez, kukoricaültetéshez vagy disznótartáshoz.”
A mozgalom a parasztokra épített, bár vezetői mind magasabb osztályból származtak. Pol Pot úgy gondolt magukra, mint akik a forradalmi harcban megtisztultak, felülkerekedtek származásukon. A vörös khmerek célja egy paraszti társadalom kialakítása volt, amelyben nincs feudalizmus, korrupció, kapitalizmus. A városokat romlottnak tartották, és csak a mezőgazdasági munkából élőket tekintették elég tisztának a forradalomhoz.
Ami a kommunisták rémuralma idején, a Demokratikus Kambodzsa keretei között történt, ennek a szélsőséges, radikális maoista és marxista–leninista utópiának a gyakorlatba való átültetése volt.

## A polgárháború vége
1975. április 17-én a vörös khmerek bevonultak a fővárosba, és ezzel véget ért a polgárháború, a korrupt Khmer Köztársaság összeomlott. A harcok annyira kimerítették a lakosságot, hogy még a köztársaság támogatói is megkönnyebbüléssel fogadták a kommunista csapatokat, mert azt hitték, rosszabb már nem jöhet. A vörös khmer hadsereg ekkor már nagyjából 80 ezer katonából állt. A kommunisták bevonultak Phnompenbe, majd a közelgő amerikai bombázásokra és a fogyatkozó élelmiszer-tartalékra hivatkozva elrendelték a kétmilliós város valamennyi lakójának vidékre költözését, állításuk szerint csak három napra. Hasonló sorsra jutott a többi város is.

Phnompen elfoglalása. A fekete nyilak a vörös khmer csapatok előrenyomulását, az x-szel ellátott vonalak a Khmer Nemzeti Hadsereg állásait, a keresztben átrajzolt téglalapok a hadsereg nagyobb egységeit jelzik

A kommunisták a kórházakat kiürítették, akik nem tudtak útnak indulni, meghaltak. A városi lakosokat ekkor még nem bántalmazták rendszeresen, és közülük csak azokat ölték meg, akik vonakodtak teljesíteni az utasításokat. Phnompen kiürítésének halálos áldozatait – forrástól függően – 10-20 ezerre teszik a kutatók. A kitelepítés az ország teljes lakosságának 46–54 százalékát érintette.
A főváros kiürítése nem hirtelen jött ötlet, hanem a forradalom kiteljesítésének eszköze volt, amely már az 1970-es évek elején megfogalmazódott a kommunista vezetőkben. A városi életmód megszüntetése mellett az is indokolta a nagyobb települések kiürítését, hogy a kommunisták ott nem tudták úgy ellenőrizni az embereket, mint a falvakban. Az első áttelepítések a későbbi viszonyokhoz képest békésen zajlottak, igaz, a Khmer Köztársaság magasabb rangú katonáit és hivatalnokait azonnal kivégezték. Erre a sorsra jutott a köztársaság három magas rangú vezetője: Long Boret miniszterelnök, Sziszovat Sziri Matak herceg és Lon Non, az Egyesült Államokba menekült Lon Nol testvére.
A városlakók annyi holmival indultak el, amennyit elbírtak. A katonák folyamatosan hajtották őket, ételt nem kaptak, a betegek ápolását nem segítették. A nagyobb utak találkozásánál ellenőrzőpontok működtek. Mivel a vörös khmerek – a társadalmi különbségek eltörlésének részeként – elrendelték a személyazonosító igazolványok megsemmisítését, bemondás alapján ellenőrizték az embereket, így a köztársaság hivatalnokai és katonái is átcsúszhattak a kontrollon. Azokat, akik hittek az ígéreteknek, hogy szükség lesz rájuk, és beismerték hivatalnoki vagy katonai múltjukat, meggyilkolták. 1977 októberében Pol Pot az mondta Kínában, hogy a városok elnéptelenítése egy „idegen kémszervezet” felszámolása volt.
Ebben az időben nagyjából 120 ezer aktivistája, katonája volt a vörös khmereknek, ezért nem tudták rendesen irányítani a hatalmas emberáradatot. Sokan maguk választhatták ki, hogy hol telepednek le. A városokból elüldözöttek megpróbáltak eljutni vidéki rokonaikhoz, hogy segítségükkel kezdjenek új életet.
A vörös khmerek az összes külföldit kiutasították az országból, és az elnéptelenedett fővárosban csak néhány gyár és a baráti országok nagykövetségei működhettek tovább. A kambodzsaiaknak megtiltották az ország elhagyását. Phnompen szellemvárossá vált, nagyjából 40 ezren maradtak ott: hivatalnokok, katonák és gyári munkások. Egyetlen üzlet működött, a központi piac. Néhány nappal a vörös khmer vezetőinek megérkezése után nagyszabású ünnepséget rendeztek a polgárháborúban elesett elvtársaik tiszteletére. Ezen több ezer ember vett részt, elsősorban katonák, valamint számos kínai vezető. Pol Pot azt mondta: az egész világon „csak a kambodzsai népnek, a kambodzsai embereknek, a kambodzsai forradalmi hadseregnek és a kambodzsai kommunista pártnak sikerült felszabadítania saját országát és népét teljesen és véglegesen”.

## A titokzatos párt

Kambodzsa új címere

Habár a vörös khmerek éveken át harcoltak fegyverrel a köztársasági csapatok ellen, vezetőikről és a szervezetről alig tudott valamit a külvilág, még a kommunista párt létezését is csak 1977. szeptember 27-én jelentették be, harminc hónappal a köztársaság bukása után. Hasonló titokzatosság vette körül Pol Potot is, aki 1976 márciusában lépett először a nyilvánosság elé. Hivatalos életrajza is számos valótlanságot tartalmazott, hogy növeljék a homályt körülötte.
Pol Pot a háttérben akart maradni, nem tervezte, hogy szobra vagy akár csak hivatalos arcképe legyen. Ő volt a párt névtelen vezére, aki teljhatalommal irányította az országot a róla semmit nem tudó katonáin és káderein keresztül. A vörös khmerek Angkar Padevatnak, forradalmi szervezetnek nevezték az országot irányító testületet.
1975 szeptemberétől 1977-ig a párt központi bizottsága hét tagból állt: Pol Pot, Nuon Csea, Szo Phim, Ieng Sary, Szon Szen, Ta Mok és Vorn Vet. 1977-ben Nhim Rosz, Khieu Szamphan és Ke Pauk lett tag. Pol Pot birtokolta a legfőbb hatalmat, ő volt az első számú testvér, helyettese Nuon Csea volt.
1975. szeptember elején, a vörös khmerek hívására hazatért Phenjanból Norodom Szihanuk. Mielőtt Kambodzsába utazott, Pekingben felkereste Mao Ce-tungot és Csou En-lajt. Később azt mondta, nem azért tért vissza, mert egyetértett a vörös khmerekkel, „önfeláldozása” kínai barátainak szólt. Államfő lett, hatalma azonban nem volt. Három hét múlva New Yorkba, az ENSZ ülésére küldték.
1975. december 15–19-én az ezertagú Nemzeti Kongresszus megvitatta az új alkotmány tervezetét, majd 1976. január 5-én életbe léptették a jogszabályt. Az alkotmány létrehozta a 250 fős parlamentet. Ennek 150 tagja a parasztokat, 50 a munkásokat és más dolgozókat, 50 a forradalmi hadsereget képviselte. Az alkotmányban semmi nem szerepelt a kommunista pártról.
A parlamentet csak egyszer, 1976 áprilisában hívták össze, miután március 20-án semmilyen általános normának meg nem felelő választást tartottak. A mandátumszerzők nevét sem hozták nyilvánosságra. A képviselőház új zászlót és Április 17., a nagy győzelem címmel új himnuszt fogadott el, amelyet Pol Pot írt. A testület elfogadta Szihanuk kikényszerített lemondását, nyugdíjat szavazott meg neki, amelyet aztán nem folyósítottak. Szihanuk közvetlen családtagjaival együtt házi őrizetbe került Phnompenben, ahol senkit nem fogadhatott. A királyi család legalább húsz tagja halt meg a kommunista uralom idején. Szihanukot Khieu Szamphan követte posztján.
A miniszterelnök Pol Pot lett, a külügyekért Ieng Szary, a honvédelemért Szon Szen, az iparért Cseng An, a gazdaságért Vorn Vet felelt. 1976 márciusában hivatalosan is meghamisították a párt megalakulásának időpontját és körülményeit, hogy megszüntessék a vietnámi befolyást és kapcsolatot. A központi bizottság úgy döntött: elveszti párttagságát, aki 1960 előtt csatlakozott a szervezethez.

## Külkapcsolatok

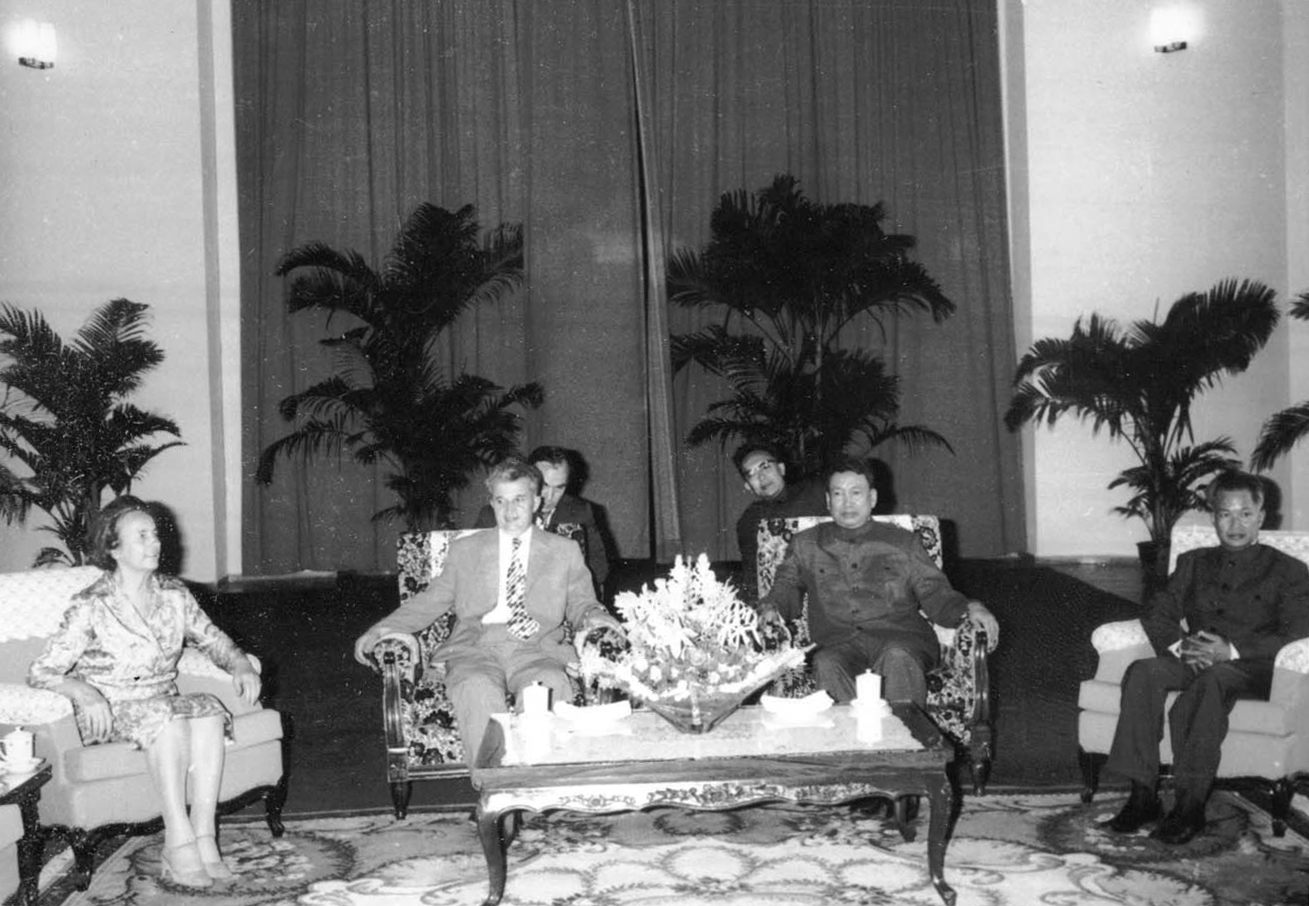
Román–kambodzsai csúcstalálkozó 1978 májusában. Balról jobbra: Elena Ceaușescu, Nicolae Ceaușescu, Pol Pot, Khieu Szamphan

A vörös khmerek Kínával, Észak-Koreával, Vietnámmal, Laosszal, Kubával, Romániával, Jugoszláviával, Albániával és Egyiptommal tartottak fenn kapcsolatot, ezek az országok nagykövetséget üzemeltettek Phnompenben. A kínai diplomaták kivételével a többiek nem hagyhatták el a misszió épületét. Kambodzsa Kínában, Észak-Koreában, Laoszban és Vietnámban képviselte magát. Az ország legközelebb Kínához és Észak-Koreához állt. A vietnámi kapcsolat a vitatott területekért kirobbant harcok miatt romlott meg. A vörös khmerek elvetették a Hanoi által szorgalmazott indokínai együttműködést is.
1976 közepén a Demokratikus Kambodzsa szorosabbra fűzte kapcsolatait Kínával, amely szintén a Szovjetunió által támogatott Vietnám gyengítésében volt érdekelt. Az év végén Kína komoly katonai segélyt küldött Phnompennek. 1977-ben a kambodzsai csapatok átlépték a vietnámi határt, és több száz civilt megöltek. 1977 decemberében a két ország megszakította a diplomáciai kapcsolatokat. A következő évben a vörös khmerek kiterjesztették diplomáciai erőfeszítéseiket, és kereskedelmi kapcsolatokat építettek ki Thaifölddel, Japánnal, Hongkonggal, Madagaszkárral, Bangladessel és Szingapúrral.
A kambodzsaiak rizst, kaucsukot, szálfát és egzotikus állatoknak az ázsiai gyógyászatban, gasztronómiában felhasznált testrészeit exportálták. Partnereiktől fegyvereket, harcjárműveket és tüzérségi eszközöket, mezőgazdasági gépeket, vegyi és ruházati termékeket vásároltak. Az 1976-os import értéke 19 millió amerikai dollár volt. 1977-től 1978 végéig a kínaiak több száz tankot, több tízezer tüzérségi és kézifegyverbe való lövedéket, valamint hat lökhajtásos vadászrepülőt szállítottak kambodzsai elvtársaiknak. Kína ezen kívül felajánlotta a Phnompenből Kampong Szaomba tartó vasútvonal felújítását és egy új katonai reptér építését. Mindezek mellett több ezer kínai katonai tanácsadó és különböző szakértők dolgozott a Demokratikus Kambodzsa. Kína, a kambodzsai kérés ellenére, nem volt hajlandó katonai erővel beavatkozni a vörös khmerek és a vietnámiak harcaiba, egészen 1979-ig.

## Közigazgatás
1976-ban a hatalmon lévők hat nagy közigazgatási egységre, úgynevezett zónákra bontották Kambodzsát. A zónák régiókból álltak, azokat kerületekre, alkerületekre és szövetkezetekre osztották. 1977-ben átszervezték a zónákat, és létrehozták a Központi Zónát, valamint kialakították az 505-ös autonóm régiót. A zónarendszer felépítése a hadseregét tükrözte. A zónák élén pártbizottság állt, amelyet titkár vezetett, aki a központi bizottság egyik veterán tagja volt. Ez a hierarchia visszaköszönt az alsóbb közigazgatási egységekben is. 1975-ben a zónákat vezető pártbizottságok komoly függetlenséget élveztek, ők, és nem a központ ellenőrizte az alájuk tartozó közigazgatási egységeket és katonai alakulatokat. Később a központ csökkentette a zónák autonómiáját, és mivel a belbiztonsági szolgálat alá tartozott, beavatkozhatott a folyamatokba.

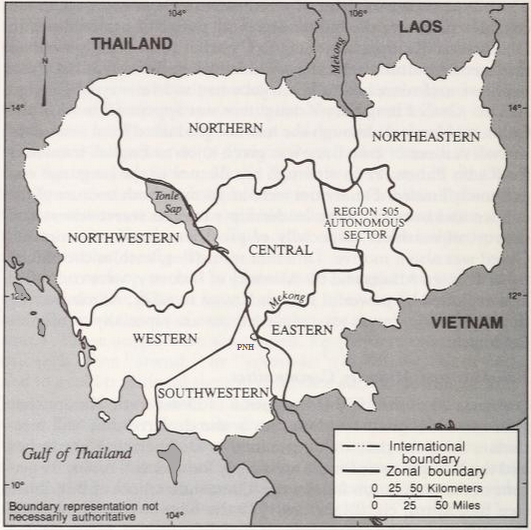
Közigazgatási egységek a Demokratikus Kambodzsában

| Név               | Kódszám | Khmerül  | Leírás |
| ----------------- | ------- | -------- | --- |
| Keleti Zóna       | 203     | ភូមិសាកបូព៌ា   | A terület élén Szo Phim megyei titkár állt. A zóna kiemelt fontosságú volt, ugyanis hozzá tartozott a kambodzsai-vietnámi határ jelentős része. Öt régióból állt. Szo Phim 1978 májusában öngyilkosságot követett el, hogy elkerülje letartóztatását.                                           |
| Délnyugati Zóna   | 405     | ភូមិសាកនិរតី  | A zónát Ta Mok irányította. Stratégiailag szintén fontos terület volt a vietnámi határon, a Keleti Zónától délre. Egyik kiszögellése alig száz kilométerre feküdt a vietnámi Ho Si Minh-várostól, és magában foglalta a fővárost is. Négy szektorra osztották: 13-as, 25-ös, 33-as és 35-ös.    |
| Északi Zóna       | 303     | ភូមិសាកឧត្តរ | A zóna a thaiföldi határ mentén terült el, keleti határa a Mekong volt. Területén volt a khmer vezetők által nagy becsben tartott Angkor romváros. Ke Pauk irányította 1977-ig, amikor áthelyezték az újonnan létrehozott Központi Zóna élére. Posztján Kang Csap követte. Három régióból állt. |
| Északnyugati Zóna | 560     | ភូមិសាកពាយ័ព្យ | A zóna szintén a thaiföldi határ mentén terült el, nyugatra az Északi Zónától, területén volt Battambang nagyváros. A felelős titkár Rosz Nyim volt. A zóna hét régióra oszlott. |
| Nyugati Zóna      | 401     | ភូមិសាកបស្ចិម | A terület nem érintkezett külföldi határokkal, és hozzá tartozott a kambodzsai tengerpart jelentős része, így a nagy kikötőváros, Sihanoukville is. Vezetője Csou Cset volt. A zónát öt régióra bontották.                                                                                      |
| Északkeleti Zóna  | 108     | ភូមិសាកឦសាន  | Jelentős vietnámi és laoszi határterület tartozott hozzá. Hat régióból állt. Irányítója Nej Szarann volt, aki a tisztogatások áldozata lett. Őt Pol Pot váltotta később. A terület hat régióból állt.                                                                                           |
| Központi Zóna     |         | ភូមិកណ្តាល   | 1977-ben alakították ki az Északi Zónából. Vorn Vet volt a titkára. Déli határa a Mekong volt. |

## Gazdaságirányítás
A vörös khmerek kiürítették a városokat, hogy megteremtsék a szinte kizárólag parasztokból álló társadalmat. Az új világ fenntartását tulajdonképpen egyetlen eszközre, a rizstermesztés radikális növelésére bízták. Az utópia megvalósítását az 1977–1980-as négyéves terv foglalta pontokba. A terv hektáronként minimum három tonnában határozta meg a betakarítandó rizs mennyiségét és évi három betakarítást tűzött ki célul. A négyéves terv 1,4 milliárd amerikai dollár bevételt irányzott elő, amely az ország bevételeinek 93 százalékát tette volna ki.
A párt két kategóriába osztotta a rizsföldeket: elsőosztályúakra és általánosokra. Az előbbieken dolgozó parasztoknak 6-7 tonna termést kellett volna előállítaniuk hektáronként, míg az utóbbiaktól megelégedtek „csak” három tonnával. Ennek teljesítése lehetetlen volt, a hektáronkénti átlagtermés egy tonna volt.

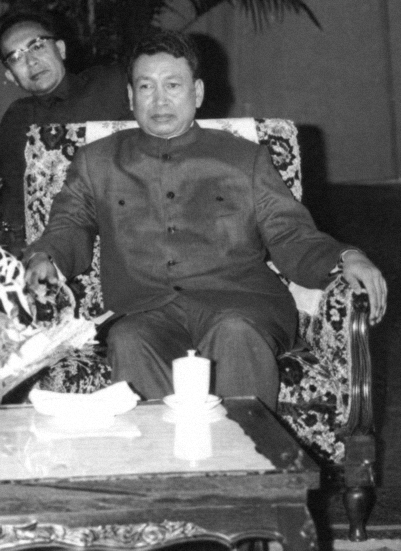
Pol Pot

A tervek szerint a termőterületet a háromszorosára akarták növelni a szűzföldek feltörésével és bonyolult öntözőrendszerek építésével. A rizsföldek kialakításához erdőirtásokat indítottak, de az odavezényelt emberek éppen a rizstermesztésből estek ki. A meglévő földek egy része így parlagon maradt. A hongkongi amerikai diplomáciai képviselet úgy becsülte, hogy a termőföldek mérete a hatalomátvétel óta a felére zsugorodott.
A négyéves terv előírásokat tartalmazott más agrártermékek előállítására is. A kommunista vezetés abban bízott, hogy sikerül önellátóvá alakítani az országot, és Kambodzsa fejletlen agrárországból fejlett mezőgazdasági állammá változik. A terv kivitelezésének részleteivel nem törődtek, mivel az elképzelés irreális, a valóságtól messzemenően elrugaszkodó képtelenségeken nyugvó politikai szándékon és pártvezetők akaratán, nem gazdasági megfontolásokon alapult. Pol Pot ideológiája, ahogy már említésre került, a khmer felsőbbrendűségben hitt és ezen téveszme meggyőződése az volt, hogy a khmerek bármit képesek végrehajtani tanultság vagy tapasztalatszerzés nélkül, mivel ők a tökéletes faj. A politikai intézkedések, amelyek túlmunkát, alultápláltságot, általános rossz életkörülményeket, betegségeket okoztak, mind a célkitűzések megvalósulása ellen hatottak.
Az előírt rizstermést elméletben négy részre osztotta a párt. Az emberek élelmezésére fejeként 312 kilogrammal (napi 85 dekagrammal) számoltak. A rizs egy részét vetőmagnak szánták, egy részét pedig el kívánták raktározni. A legnagyobb mennyiséget exportra szánták, amelyből lőszert, fegyvereket, mezőgazdasági berendezéseket akartak beszerezni. A valóságban sem vetőmagot, sem tartalékot nem raktároztak, a legtöbb rizst eladták Kínának és más szocialista országoknak, illetve a katonákat és a gyári munkásokat etették, a lakosság pedig éhezett.
A munkavégzés alapegysége a szövetkezet lett. 1970 és 1975 között a vörös khmerek 10-30 családból álló egységeket hoztak létre az általuk ellenőrzött területeken. 1975 után több száz emberből álló csoportokat helyeztek át azokba a szövetkezetekbe, amelyekben nem volt elég munkáskéz. 1977-ben átalakították a rendszert, az új szövetkezetek akár ezer családot is magukba foglaltak.

## Kambodzsai mindennapok
Az emberek minden vagyontárgyukat elvesztették, ugyanis az államosítás a párt második legfontosabb célkitűzése volt az ország védelme után. 1976-ban mindenkinek be kellett szolgáltatnia a magántulajdonát, még a konyhai eszközöket is. Minden létező és megtermelt vagyontárgy a forradalmi szervezetre, az Angkarra szállt, amely saját elképzelései és céljai szerint használta fel azt. Tulajdonképpen az Angkar az állam (illetőleg saját) tulajdonának tekintette az embereket is, s a pártvezetés ennek megfelelően úgy látta, hogy az életük felett is rendelkezhet.
A vörös khmerek betiltották a külföldi öltözködési szokásokat és a vallást. Mindenkinek hosszú ujjú, nyakig gombolt fekete ruhában kellett járnia. Az iskolákat, templomokat, kormányzati épületeket és bankokat bezáratták, azokat lerombolták, esetleg állatfarmokká és börtönökké alakították. Nem szabadott káromkodni, vitatkozni, panaszkodni, a parancsokat vakon kellett teljesíteni. Kötelező volt gyűlésekre járni, másokat, önmagukat bírálni. Súlyos, államellenes bűncselekménynek minősült, ha három vagy annál több ember beszélgetni kezdett, a büntetés ezért pedig halál lehetett. Nem működött sem a tömegközlekedés, sem a magánfuvarozás, az emberek csak utasításra hagyhatták el lakóhelyüket. A piacokat, a boltokat, az éttermeket bezárták, az emberek közösen étkeztek, és azt ették, amit a párt biztosított számukra. A pihenőidőt eltörölték, a szórakozást, utazást, írást-olvasást betiltották.

### Újak és régiek
A városokból kitelepítetteket nyomorúságos körülmények várták falun. Mindenhol gátakat és csatornarendszereket építtettek velük, az embereket munkabrigádokba osztották, szándékosan szétszakítva a családokat. A földművelés az átnevelés eszközévé vált. Az érkezők hatalmas tömege felforgatta a falvak életét, hiszen a rendelkezésre álló élelmiszerre sokkal több éhes száj jutott, mint korábban.
A hatalom mesterségesen is gerjesztette az ellentéteket a helyiek és a kitelepítettek között. A kommunisták a szavak szintjén osztályok nélküli társadalmat akartak létrehozni, a valóságban azonban két osztályt hoztak létre. Azok, akik a kommunista hatalomátvétel előtt a vörös khmerek által ellenőrzött vidéken éltek, a megbízható régi emberek lettek, míg a kitelepítettek és a Khmer Köztársaság által uralt falvakban élők a megbízhatatlan, ezért elpusztítani szánt, felesleges új emberekké váltak. A vörös khmerek parazitának tekintették az általuk – a polgárháború utolsó napjára utalva – április 17-ei embereknek nevezett újakat.

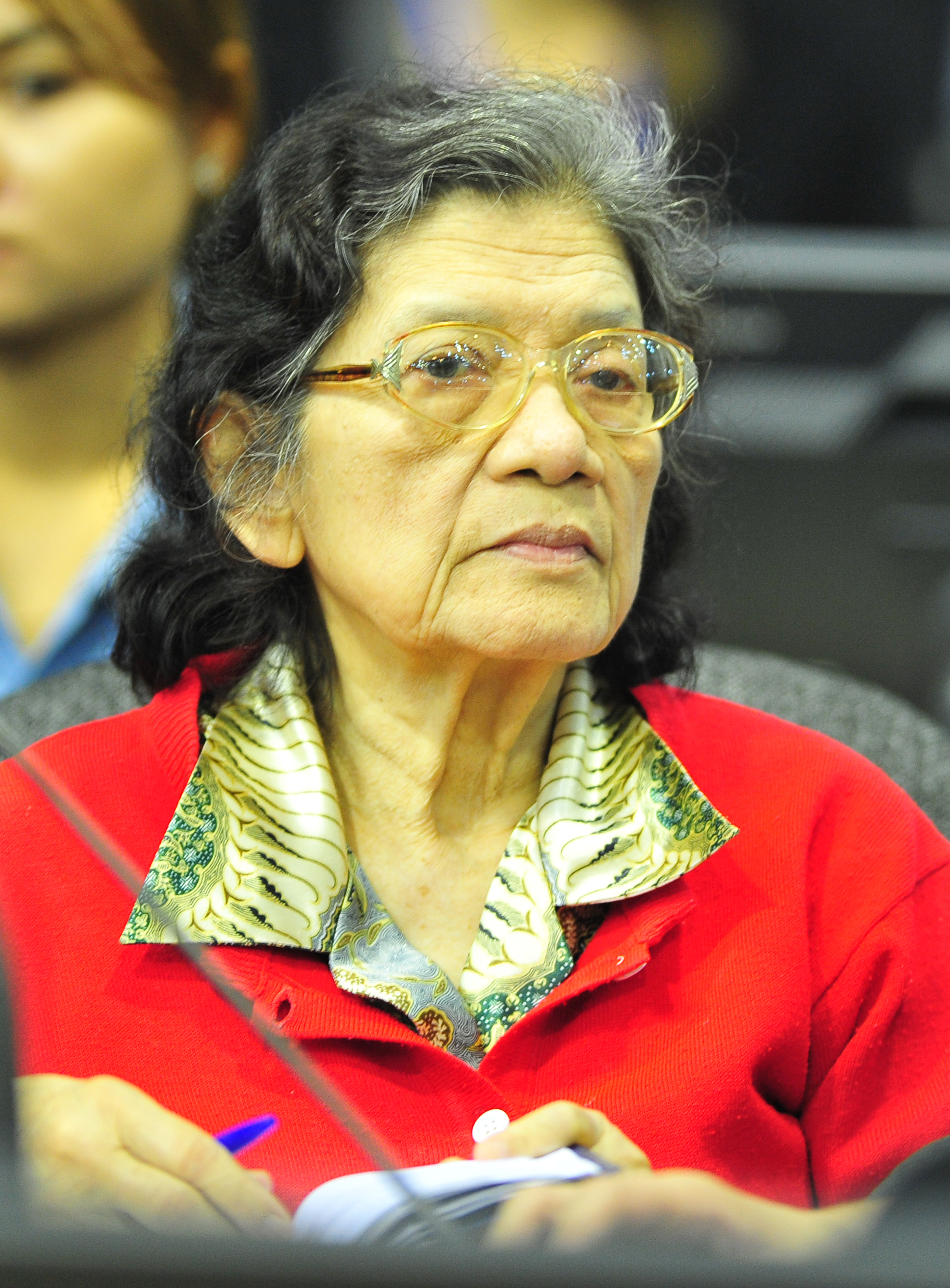
Ieng Thirithez tartozott az egészségügy

A régiek szavazhattak és választhatók voltak. Ezzel a jogukkal csak egyszer élhettek, 1976. március 20-án, a képviselőház megválasztásakor. Ők lettek a szövetkezetek vezetői. Az új emberek a közkonyhákon kisebb adag ételt kaptak, mint a régiek. Az állandóan éhező emberek vizes rizskását, gyökereket, leveleket és rovarokat ettek. Az étel keresése bűnnek számított: lopásnak és individualizmusnak. Szemtanúk beszámolói szerint helyenként kannibalizmus is előfordult.
Az újakat és a régieket elkülönítették, nem érintkezhettek egymással. A párt szembeállította egymással a kisparasztokat és a korábban tehetősebb földművelőket, a parasztokat és a volt kereskedőket, az újakon belül az iskolázatlan embereket az egykori tisztviselőkkel és értelmiségiekkel. E két utóbbi csoport fokozatosan a ranglétra aljára csúszott, és a tisztogatások fő célpontjává vált.
Az új embereknek olykor felajánlották, hogy elköltözhetnek szülőfalujukba, vagy könnyebb munkára vezénylik őket. Aki ezt elfogadta, még rosszabbul járt, mert individualistának bélyegezték, és úgy értékelték, hogy további „átnevelésre” van szüksége. Az újak élete teljesen kiszámíthatatlan volt, bármikor elvezényelhették őket az ország másik felébe. Ha nem tudták gyorsan elsajátítani a kétkezi munkát a kezdetleges szerszámokkal, esetleg fogyatékosok voltak, megölték őket.
A vörös khmerek más csoportokat is felállítottak: az emberek lehettek teljes jogú polgárok, akik a legjobb ellátást kapták és a legmagasabb állásokat töltötték be a pártban vagy a kormányzatban, vagy lehettek jelöltek, akik előtt nyitva állt az út a teljes jogú tagság felé. A lakosság túlnyomó többsége azonban a harmadik csoportba tartozott, amelynek sem felemelkedési lehetősége, sem jogai nem voltak.
A kitelepítések befejeződése után alig néhány hónappal újabb átcsoportosítások kezdődtek, de ekkor már valódi deportálások formájában, vagyis az érintetteknek annyi beleszólása sem volt, hova kerülnek, mint korábban. 1975-ben több százezer embert helyeztek át az ország keleti és délnyugati területeiről északnyugatra. Egyes embereket akár három-négy alkalommal is deportáltak. Munkabrigádokat állítottak fel, amelyeket oda vezényeltek, ahol szükség volt rájuk. Az ezekben dolgozó emberek hosszú időre, általában örökre eltűntek, a családokat szétverték, a gyerekek, rokonok elszakadtak egymástól. 1975-ben a távoli erdőgazdaságokba küldött emberek 33 százaléka négy hónap alatt meghalt. A társadalom a párt elvárásainak megfelelően homogenizálódott, mindenki nincstelenné vált. 1978-ban Pol Pot elégedetten állapíthatta meg: „Az emberek több mint kilencven százaléka ma szegény és középszegény.”
A sok munka gyakran teljesen felesleges volt, és több kárt okozott, mint hasznot. Az átgondolatlan, írástudatlan parasztkatonák által irányított építkezések totális kudarcot hoztak: az újonnan ásott csatornák jelentős része eliszaposodott, a gátak rendszeresen átszakadtak.

### Család, munka
A családi kapcsolatokat korlátozták, az embereknek tilos volt érzelmeiket kimutatniuk. A vörös khmerek egész családokat is kiirtottak különböző okokból, legyen szó a régiekről, vagy az újakról. Arra kényszerítették a lakosokat, hogy tiszteljék, engedelmeskedjenek és higgyenek „mindenki anyjának és apjának”, az Angkarnak. A párt úgy gondolta, hogy a szerelem önzés, és a házaspárokra nem családi egységként, hanem a leendő parasztokat „előállító” intézményként tekintett. Ezért a „köz érdekének megfelelően” határozták meg, ki kivel házasodhat. Sokan nem is találkoztak leendő társukkal a tömeges esketési ceremóniák előtt. A hagyományos táncok, öltözet, éneklés tiltott volt. Sok nőnek a harcokban súlyosan megsebesült katonákat jelöltek ki férjnek. Voltak nők, akik öngyilkosságot követtek el az esküvőjük előtt. A házasságon kívüli nemi kapcsolat büntetése halál volt.

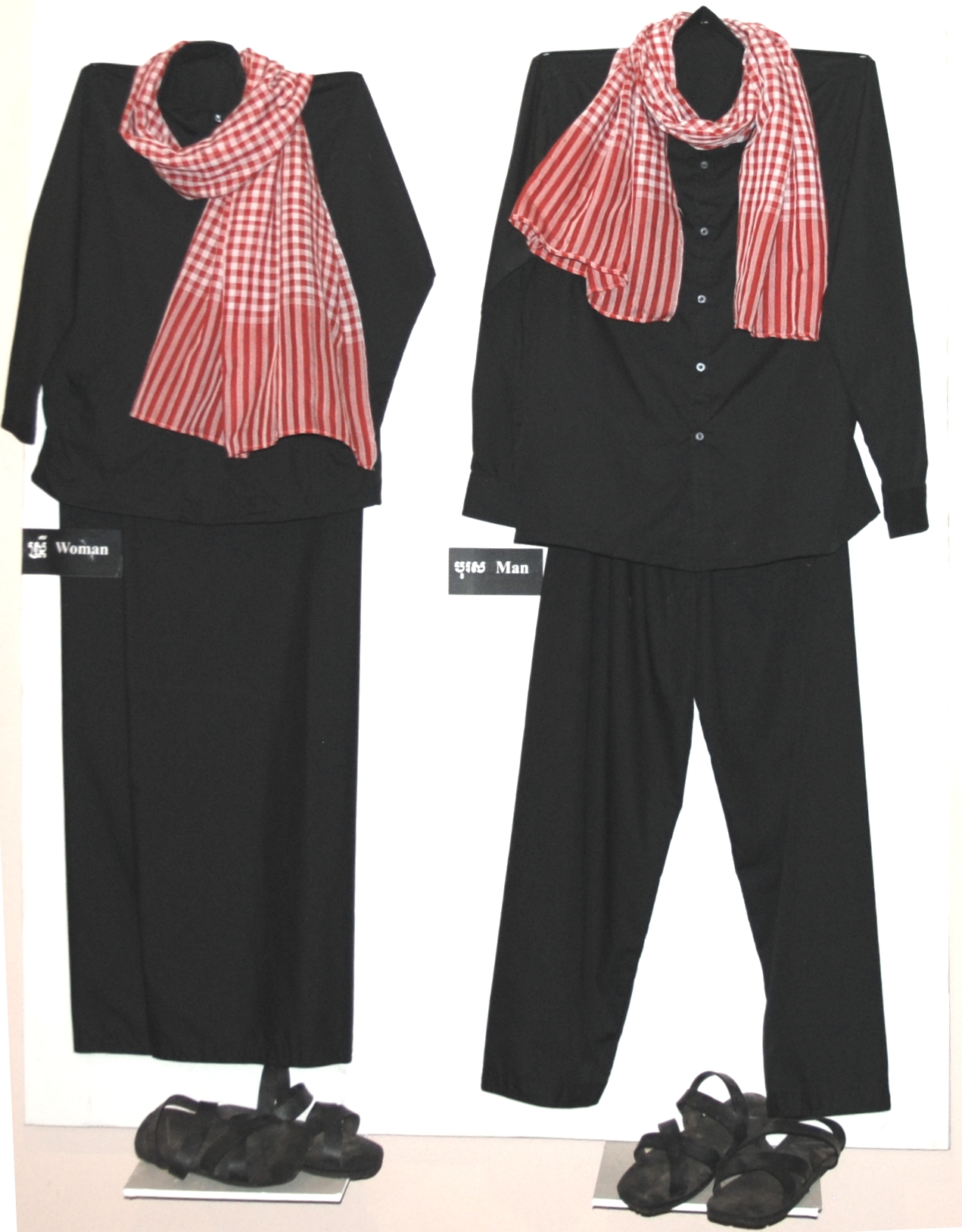
Vörös khmer egyenruhák

A ceremónián a férfiak és a nők két oszlopot alkottak, majd a faluvezető utasítására megfogták leendő párjuk kezét, és megesküdtek, hogy életük végéig házastársukkal maradnak. Ezután házastársnak nyilvánították őket. A gyors ünnepségen némi ételt szolgáltak fel. A párok néhány napig együtt maradhattak, majd visszavezényelték őket a munkabrigádjukba. A házaspárok tíznaponta találkozhattak. A házastársi eskü azonban névleg szólt holtig, valójában ez is a párttól függött. Ha az Angkar úgy látta, hogy másik párt választ az illető nőnek vagy férfinak, akkor semmissé tette a házasságot. A párok nemi életet csak akkor folytathattak, amikor azt megparancsolták nekik. A diktatúra bukását követően a kényszerházasságok nem lettek semmisek, csak kevesen váltak el erőszakkal kiválasztott párjuktól. Legtöbben együtt maradtak, de igen sokuknak nagyon nehéz a házasélet, főként mivel az ilyen párválasztások nem érzelmi alapon történtek. Jóllehet a vörös khmer tett egy csekély engedményt a párválasztás kérdésében, amely csak a férfiakra vonatkozott. A férfi kérvényezhette, hogy mely nővel kíván házasságot kötni, s ha párt beleegyezett, akkor megkötötték a frigyet. A nőknek viszont semmiféle beleszólásuk nem volt ebbe, ezért is követett el sok nő öngyilkosságot.
A Demokratikus Kambodzsában nem működtek iskolák, a gyerekek képzését gyakran írástudatlan parasztokra bízták. Ez az oktatás elsősorban politikai nevelést jelentett. A vörös khmerek az oktatást feleslegesnek tartották, kizárólag a munka és a forradalom számított. A gyerekeket elválasztották a családjuktól, és szintén dolgozniuk kellett. Gyakran ürüléket gyűjtöttek, amivel a földeket trágyázták. Segítették a katonákat is, üzeneteket hoztak-vittek, fegyvereket cipeltek. Amikor betöltötték a 14. évüket, teljes értékűnek tekintett munkaerővé váltak.
A vörös khmerek a gyerekeket arra biztatták, hogy kémkedjenek, sőt ha kell, az Angkar utasítására gyilkolják meg rokonaikat. A kommunisták gyerekek tízezreiből neveltek fanatikus harcosokat, közülük sokan elestek vagy súlyosan megsebesültek a Vietnám elleni háborúban. A gyerekek tizenkét éves korukban már csatlakozhattak a vörös khmerekhez, és élet-halál urai lettek.
Mivel a vörös khmerek a nem khmer etnikumú embereket rendre lemészárolták, ezért a korábbi vegyes házasságok esetében a khmer nemzetiségű férjnek vagy feleségnek meg kellett ölnie a nem khmer párját. Ezen vegyes etnikumú családok gyerekeit, mint nem tiszta vérűeket azonnal lemészárolták (illetőleg szüleiknek kellett olykor megölniük).
A vörös khmer felsőbbrendűségi ideológiájának fő kialakítója Nuon Chea volt, aki 2004-ben azt állította, hogy bűnt nem követett el, minden szörnyűségért Pol Potot tette felelőssé. Nuon Chea hazafiságára hivatkozott, mert meg akarta mutatni a kambodzsaiaknak hogyan kell szeretni és tisztelni a nemzetet.
Az embereknek nem volt szabadidejük: naponta 12 órán át végeztek kétkezi munkát, gyakran hosszabb időn át, akár reggeltől éjfélig. Ha sütött a Hold, akkor annak fényében, ha nem, akkor a rizsföldeken gyújtott máglyák által biztosított világosságban. Általában tíznaponként tartottak szabadnapot, de a káderek ezt akár el is törölhették, ha valamilyen munkaversenyt akartak nyerni.
A legapróbb hiba – késés a munkából, lassú munka, panaszkodás a körülmények miatt, ékszerviselés – is „ellenforradalmi bűncselekménnyé” válhatott. Igazságszolgáltatás és törvények hiányában a katonák bárkit bármiért halálra ítélhettek. A halottakról nem szabadott beszélni, még a szót is tiltották, helyette azt kellett mondani, hogy eltűnt test.
Hasonló családellenes lépések történtek a kínai kulturális forradalom alatt, amikor a párt arra biztatta az embereket, hogy vessék el a szülők iránti tiszteletet, üldözzék vagy jelentsék fel családtagjaikat, házastársukat. A különbség Kambodzsa esetében csak annyi, hogy Kínában mindez nem fordult tömeggyilkosságokba és lakosság ellenállásán hamar meghiúsult.

## Népirtás
A vörös khmer gondolkodás alapja a tiszta ember volt, ami azt jelentette, hogy az érintettnek mentálisan és származásilag is tisztának kellett lennie. Vagyis mentesnek kellett lennie a forradalom előtti gondolatoktól és paraszti sorban kellett felnőnie, valamint nem lehetett más nemzetiségű, vagy idegen eredetű. Ezért a vörös khmerek irtóhadjáratot folytattak az értelmiségiek, a szerzetesek és a művészek, valamint a nemzeti és vallási kisebbségek ellen. A halálos ítélethez gyakran az is elég volt, ha az érintettnek szemüvege volt, esetleg puha volt a tenyere, ami azt mutatta, hogy nem végzett fizikai munkát.
A kommunisták megkülönböztették belső és külső ellenségeiket. Az előbbi csoportba tartoztak az újak, akiket kapitalistának és feudalistáknak bélyegeztek egykori társadalmi státuszuk szerint. Ide tartoztak a Khmer Köztársaság hivatalnokai és katonái, valamint azok, akik valamely kisebbséghez tartoztak, különösen a vietnámiak, kínaiak és a csam muzulmán etnikum tagjai, akik több alkalommal is megpróbáltak fellázadni a rendszer ellen. A rendszer fellépett a hegyi törzsek ellen, akik között a vezetők közül többen, például Pol Pot is élt az illegalitás idején. Ideológiai értelemben vett tisztaságuk miatt megbecsülés övezte ezeket az őslakosokat, mégis áttelepítésük mellett döntöttek. Azokat, akik ellenálltak, megölték. A külső ellenségek közé tartozott az Egyesült Államok és valamennyi szövetségese, így Thaiföld a térségből, valamint Vietnám és a Szovjetunió a kommunista blokkból. A vörös khmerek ezek kémének tartottak minden kambodzsait, aki idegen nyelven is beszélt.
A vörös khmerek felhívásokat intéztek külföldön élő kambodzsaiakhoz, hogy csatlakozzanak a rendszerhez. Új élet reményében sokan tértek haza, ahol aztán rögvest kivégezték őket, mert a külső ellenség hatásától fertőzött nemkívánatos személyeknek tartották őket.
A kínai kulturális forradalom során hasonlóképpen osztályellenségnek, reakciósnak bélyegeztek meg egykori iparosokat, tanárokat, értelmiségieket, művészeket is, s felhergelt ún. vörös gárdák atrocitásokat hajtottak végre ilyen emberek ellen, akiket nem egy esetben megkínoztak, másokat megöltek, de az akcióknak nem volt a célja ezen rétegek elpusztítása, hanem megfélemlítése, s ezáltal történő „átnevelése”. Ezenkívül pótolhatatlan kulturális-szellemi értékeket is megsemmisítettek a kulturális forradalom alatt. A vörös khmerek ennél tovább mentek, s eltökélt szándékuk volt ezen rétegek teljes fizikai megsemmisítése.

### A kezdetek
A beszámolók alapján tudható, hogy a rendszer első hónapjaiban már rendszeresek voltak a tömeges gyilkosságok. 1975. május-októberben még a központ igyekezett csillapítani a helyi hatalmasságokat, elsősorban azért, hogy megszabja szabadságuk korlátjait. A gyilkosságok egy időre megritkultak, de aztán új lendülettel folytatódtak. A tanúk elmondása szerint abban az időben nem voltak tömeges mészárlások, a kiválasztott embereket, elsősorban az újakat, akiket hivatalnoknak vagy korábbi katonának gondoltak, egyenként ölték meg, általában rokonaikkal, gyerekeikkel együtt.

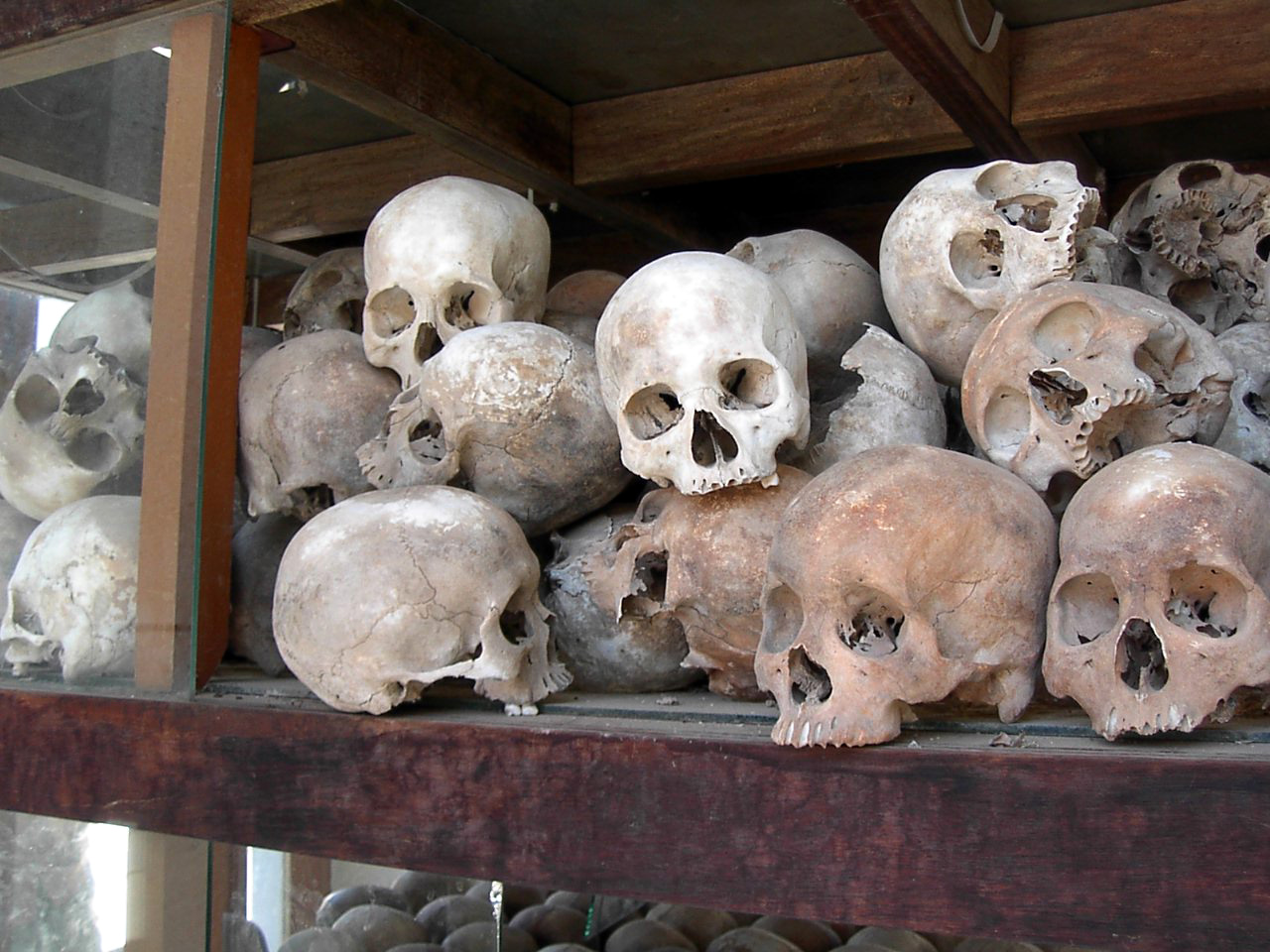
A népirtás áldozatainak maradványai a Gyilkos Mezőkön

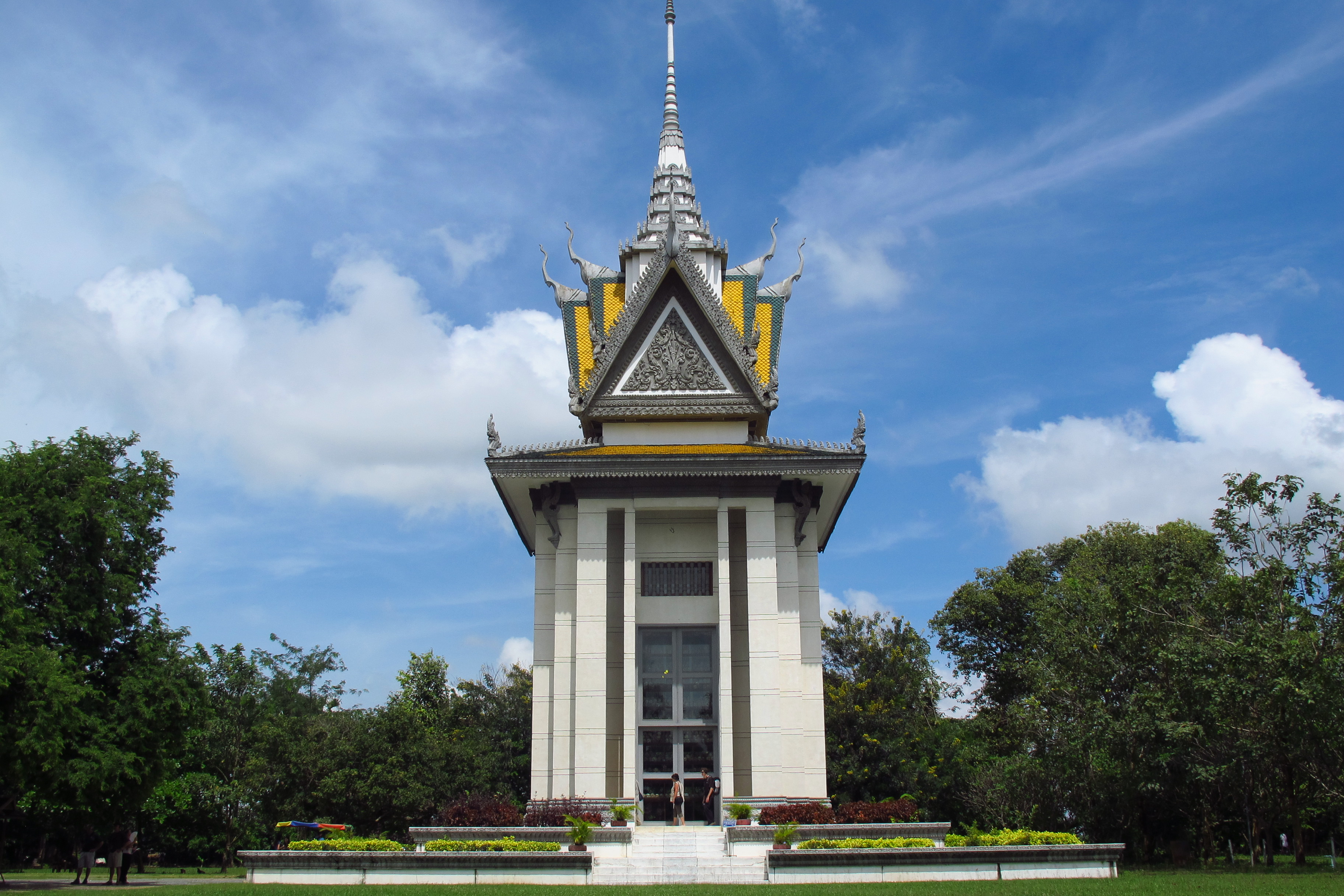
Buddhista sztúpa a Csoeng Ek emlékhelyen

1976-ban a helyzet romlott, ugyanis a lakosság teljes nyomorba döntése, a folyamatos deportálások, a rettenetes körülmények között végzett munka nem hozta meg a párt által elvárt eredményt. A rizstermés csak a '60-as évek átlagának felét érte el, az emberek éheztek. Az Angkar, amely amúgy is hajlamos volt ellenségkeresésre, arra a meglátásra jutott, hogy a pártot „belülről bomlasztják”. Elkezdték tehát keresni a szabotőröket. A vörös khmerek ritkán tartóztattak le valakit nyilvánosan a szövetkezetekben, inkább továbbképzésre vitték a kiszemeltet. 1976 szeptemberében letartóztatták Keo Measzt, a párt hatodik emberét. A kommunisták úgy tartották: „inkább tartóztassanak le tíz ártatlant, mint, hogy futni hagyjanak egy bűnöst”.
Ebben a légkörben mindenki mindenki ellen kémkedett, így senki sem volt biztonságban, bárki könnyen halállal végezhette. Egyesek abban a reményben, hogy így majd nem ölik őket meg, hamis gyanúba kevertek másokat és hóhérkézre juttattak, ám sokszor még így sem tudták elkerülni a kivégzést, mert valaki utóbb ugyanúgy hamis jelentést tett ellene. A túlélésre (amit a mészárlások jellege és mértéke mutat) szinte esély nem volt Demokratikus Kambodzsában.
A tisztogatás egyre gyorsult és mélyült, perek, vádak és ítéletek nélkül emberek százezreit gyilkolták meg. A letartóztatottakat addig kínozták, amíg „be nem vallották”, hogy idegen hatalmaknak, a CIA-nak, a KGB-nek, vagy Vietnámnak kémkedtek. A megkínzottak általában másokat is megneveztek segítőjükként, annak érdekében, hogy véget érjen a szenvedésük. A vörös khmerek a beárultakat is elhurcolták. Gyakran a foglyok valamennyi családtagját begyűjtötték, megkínozták és megölték. 1977-ben tovább fokozódott az öldöklés: egész családokat, sőt teljes falvakat mészároltak le a vörös khmerek. 1977. április 17-én, a „felszabadulás” évfordulóján 350 családot gyilkoltak meg abban a faluban, ahol Lon Nol született.
Mivel az Angkar nem ellenőrizte, sok vörös khmer, mint például fanatizált fiatalok kezdett merő kedvtelésből mészárlásokba a lakosság körében. A túlélők beszámolói sokféle módszerről tettek említést, de így is a vörös khmerek brutalitásának és embertelenségének csak töredéke ismert. Bűnbakot mindig sikerült találni a kivégzésekre. Élve elégetés, megcsonkítás, terhes nők méhének felhasítása, csecsemők szörnyű kínokkal történő elpusztítása, vadállatokkal (krokodilokkal) való kivégzés is a beszámolók között van. Mivel az Angkar szerint a kommunista embernek nem lehet lelkiismerete, sőt olyan, hogy lelkiismeret nem létezik, ennek tudatában teljesen természetes volt a vörös khmerek némelyikének, hogy végrehajthatja a gyilkosságot, mert az emberi élet csak eszköz. Embereket csupán azért tartottak jelentéktelennek és elpusztíthatónak, mert rizst evett, csökkentette a készleteket, míg mondjuk egy elefánt, vagy egy tehén nem evett rizst, de tejet adott, igavonó és teherhordó volt, tehát jóval hasznosabbnak volt tekinthető.
Az Angkar nyíltan vallotta akár polgárai előtt is, hogy feleslegesnek számítanak, használati tárgyak, megtartásuk nem nyereség az Angkarnak, s elvesztésük pedig sem veszteség. Bizonyos csoportokba (mint a régiekbe vagy a más nemzetiségűekbe, avagy kivégzés előtt állókra) napi rendszerességgel azt sulykolták, hogy ők nem emberi lények, nem érnek semmit, disznók. Mindez a Demokratikus Kambodzsa felfogását híven szimbolizálja, hogy bárkiből lehetett áldozat, senki nem kerülhette el a halált.
Mivel a házasságon kívüli nemi kapcsolatot szigorúan tiltotta a vörös khmer, egy olyan tévhit terjedt el később, hogy Demokratikus Kambodzsában nem volt nemi erőszak. Ez természetesen nem igaz. Valószínűleg rengeteg nemi erőszak történt, amit a vörös khmer fegyelmezetlen és önkényeskedő katonái vagy pedig káderek követtek el vidéken, az alájuk rendelt csoportok női tagjai ellen, de ezeket nem dokumentálták az igazságszolgáltatás hiányában, s az áldozatok a megrázkódtatás hatására nem beszéltek kínjaikról. A nőket a legkevésbé sem védték, mert munkaerejük csekélynek számított egy férfihoz képest, ezért, bár a férfiak is leírhatatlanul szenvedtek a diktatúrában, de a nők helyzete még ennél is sokkal rosszabb volt. A szexuális bűncselekményeket igazán csak a 2000-es évektől kezdték el feltárni külföldi kutatók, de még igen kevés a bizonyíték, noha vannak konkrét adatok pl. tömegesen végrehajtott nemi erőszakról. Sőt a tiltás ellenére sok káder és vörös khmer harcos tartott magának külön szexrabszolgákat a női lakosság soraiból. Mindazonáltal ezek a bűntettek a pszichikai károkon túl egészségügyi következményekkel is jártak, ugyanis rengetegen betegedtek meg szexuális úton terjedő betegségekben. A kisebbséghez tartozó vietnámi, csám vagy kínai fiatal nőket és lányokat pedig szinte minden esetben megerőszakolták. A nemi erőszak olykor a büntetés eszközének is számított.

### A rémuralom kiteljesedése

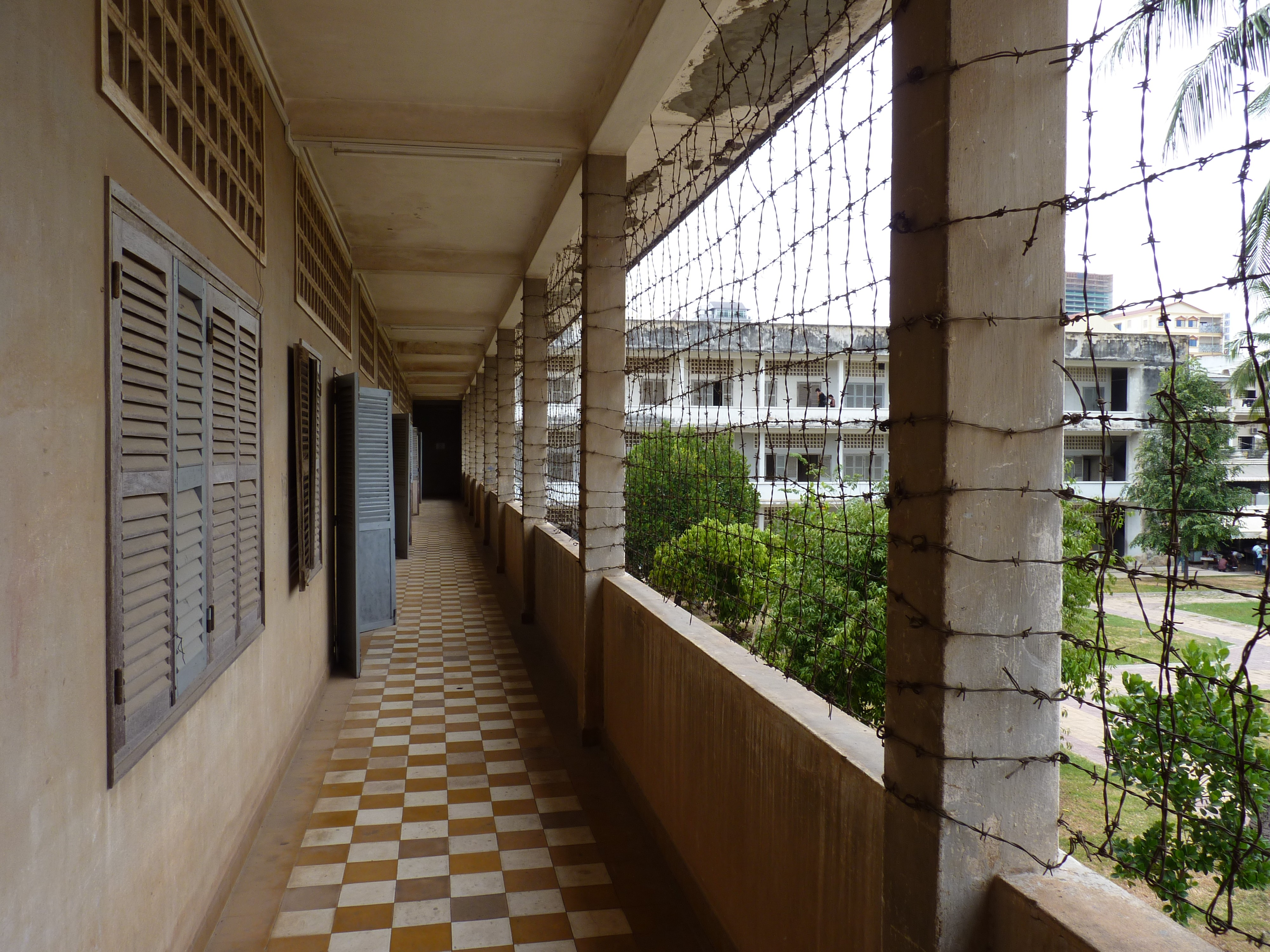
A Tuol Szleng egyik folyosója

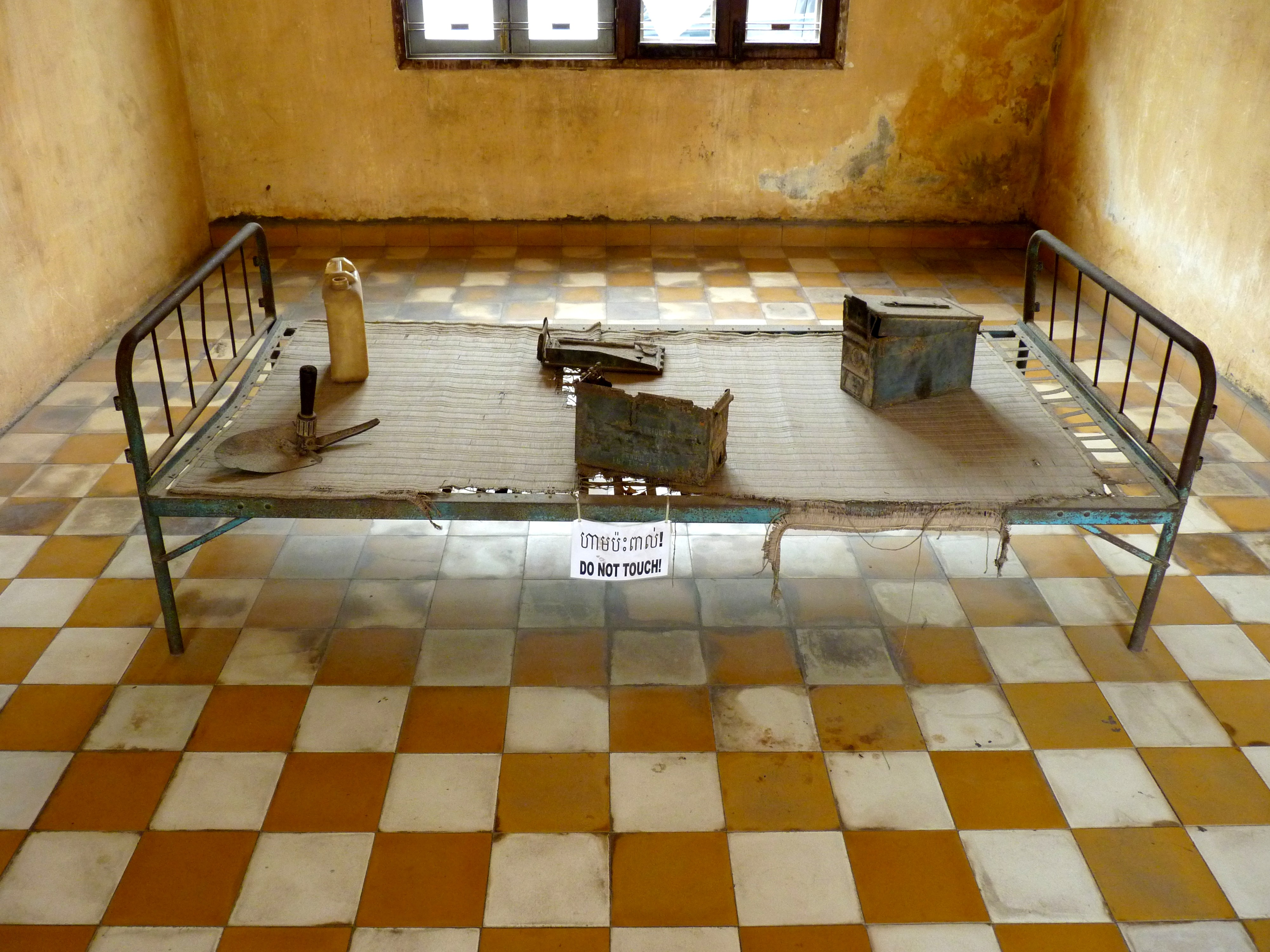
A Tuol Szlengben ilyen vaságyakhoz kötözték kihallgatás alatt a foglyot

Pol Pot különösen tartott a vietnámiaktól, mivel úgy gondolta, hogy vissza akarják szerezni a francia gyarmatosítás előtti geopolitikai hegemóniájukat, és nem akarta, hogy a laoszi kommunisták sorsára jussanak, akiket a vietnámiak ellenőriztek. Már 1975-ben voltak határ menti összecsapások a Demokratikus Kambodzsa és Vietnám között, és hasonló incidensekre került sor néhány sziget birtoklásáért is. Pol Pot félelmét a vietnámi megerősödéstől az 1977-ben aláírt vietnámi–laoszi együttműködési megállapodás is táplálta.
Mivel a vörös khmerek bíztak Kína támogatásában, 1977 közepén nagyobb szabású akciót indítottak délkeleti szomszédjuk ellen, hogy az ősi Kambodzsához tartozó területeket szerezzenek vissza. A támadást a vietnámi hadsereg visszaverte, és 32 kilométer mélyen behatolt a Demokratikus Kambodzsa földjére. Pol Pot a Keleti Zóna kommunista vezetőit és lakosait tette ezért felelőssé, akik szerinte átálltak a vietnámiak oldalára, vagyis olyan emberek lettek, akiknek „khmer a testük, de vietnámi a fejük”.
Emiatt sorozatos kivégzésekre adott utasítást, s eltökélte, hogy a teljes vietnámi népet ki fogja irtani. 1978. május 10-én ezzel a felhívással toboroztak: „Mindannyiunknak 30 vietnámit kell megölnünk. Ha tartjuk magunkat ehhez a szlogenhez, biztosan nyerünk. […] Így egy kambodzsai katona felér 30 vietnámival. […] 2 millió katonát kell kiállítanunk Vietnámmal szemben, […] viszont bőven elég lesz, hiszen Vietnámnak csak ötvenmillió lakosa van.”
A vietnámi határtérséget felügyelő Szo Phim, aki erős helyi hatalmat épített ki, egy ideig ellenállt a központi akaratnak, és rövid polgárháborút vívott Pol Poték ellen 1978 május-júniusában. Az Angkar a Délkeleti Zónából dobott át csapatokat. Miután Szo Phim belátta, hogy helyzete reménytelen, öngyilkos lett. Családját temetési szertartásán mészárolták le a vörös khmerek. A Keleti Zóna katonáinak egy része átszökött Vietnámba a központi hadsereg elől. Pol Pot bosszújában 150-200 ezer ember vesztette életét a tartományban. Az életben hagyottakat más országrészekbe deportálták, és megkülönböztető, kék ruhát kellett hordaniuk. Többségüket meggyilkolták.
A pártlap, a Tung Padevat (Forradalmi Zászlók) 1978 júliusában ezt írta: „Mindenütt ott az ellenség a sorainkban, a központban, a vezérkarban, az övezetekben, a támaszpontokon.” Ekkorra már a kommunista párt korábbi vezetésének számos tagját megölték. Halott volt az 1975. októberi 13 legmagasabb rangú vezetőből öt és a megyei titkárok többsége. A letartóztatottakkal addig íratták újra a vallomásaikat, amíg nem lett bennük elég vád az új eljárások megindítására, a képzelet szülte összeesküvések leleplezésére.

## Belbiztonsági szolgálat

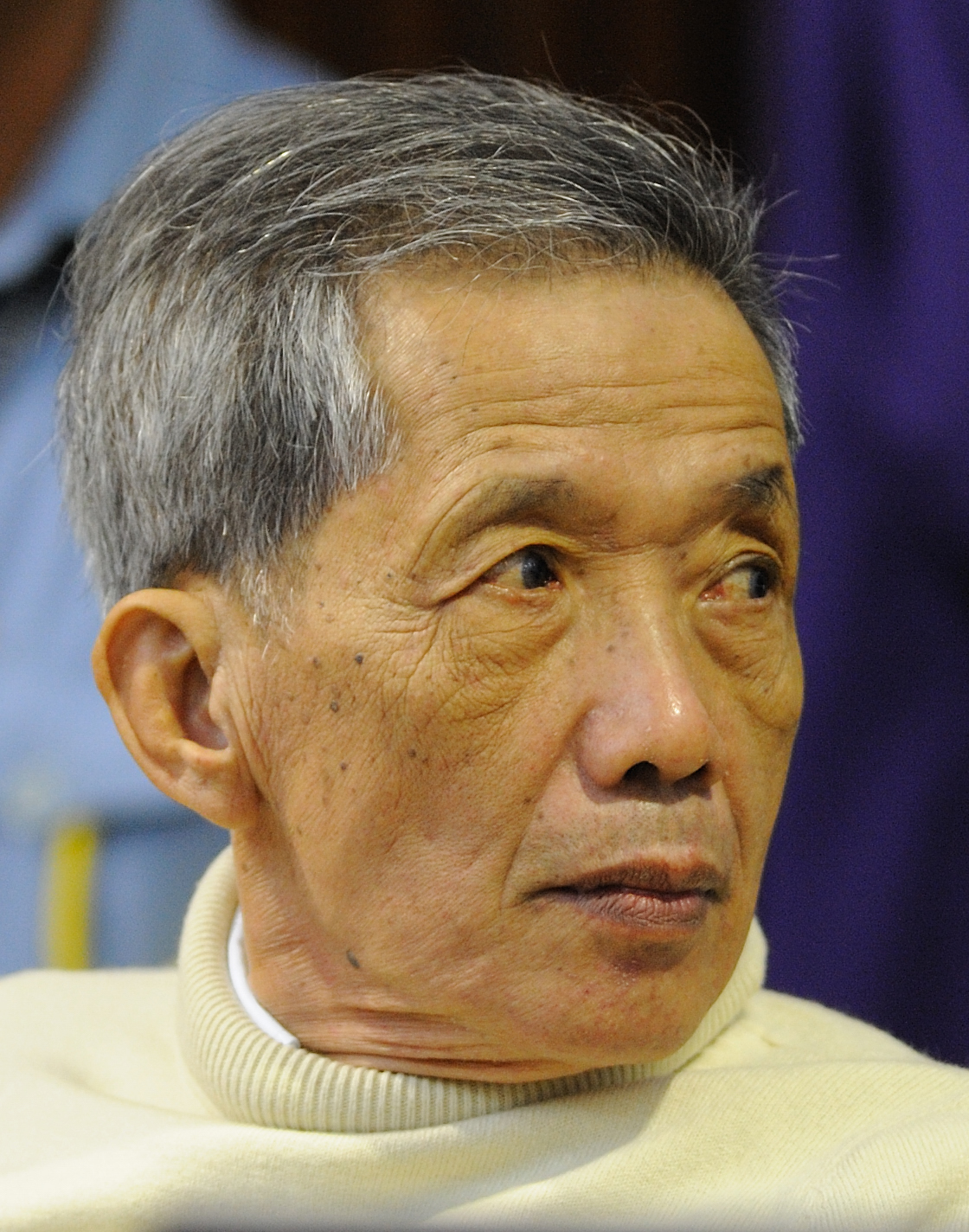
Kaing Guek Eav

A vörös khmerek belbiztonsági szolgálatáról, a Szantebalról, amelyet Kaing Guek Eav irányított, keveset tudni. A szervezet kétszáz intézményből álló börtönhálózatot üzemeltetett, amelyeket elkülönítésre, kihallgatásra és kínzásra használtak. Közülük a leghírhedtebb a Tuol Szleng volt, amelyet egy phnompeni iskolából alakítottak ki. Szintén a fővároshoz tartozott a Csoeng Ek kivégzőhely is, ahol tömegsírokba temették a meggyilkolt embereket.
A biztonsági központokat öt szintre osztották. A bebörtönzöttek többsége a három alsó szintű (alkerületi, kerületi, regionális) intézmények valamelyikébe került. A foglyok kisebb köztörvényes bűnöket elkövetők, dezertálók, az előző rendszer és hadsereg alacsony beosztású tagjai voltak. Ezekben a börtönökben a rabokat éheztették, betegségeiket nem kezelték, általános volt a durva bánásmód, de nem kínozták őket rendszeresen. Az alsóbb szinteken a büntetés általában átvezénylés volt valamely munkatáborba. A zóna szintű börtönökbe a vörös khmer katonák és családtagjaik kerültek. A legmagasabb szintű intézmény a Phnompenben működő Tuol Szleng, kódnevén az S–21 volt. Az oda zárt emberek szinte valamennyien párttagok vagy katonák voltak, akiket a forradalom elárulásával vádoltak. A magasabb szintű börtönökből csak kevesen jutottak ki élve. A Tuol Szlengben több mint tízezer ember raboskodott, közülük mindössze hét élte túl a fogságot.
A tömegmészárlás hírhedt helyszínei voltak az úgynevezett gyilkos barlangok. A Közép-Kambodzsában található Phnom Sampeau hegynek igen mély barlangjai voltak. A kürtőkről a kivégzendő embereket egyszerűen lehajították, többségük a zuhanástól szörnyethalt, mások súlyos sérüléseket szerezve túlélték, de mivel kivégzőik sorsukra hagyták őket, ezért rövid időn belül ők is elpusztultak a barlangok mélyén.
Az általános gyakorlat az volt, hogy a megkínzott embereket, miután olyan vallomást tettek, amellyel a kihallgatók elégedettek voltak, több rabtársukkal együtt egy kivégzőterületre vitték, általában éjszaka. Az embereket egy tömegsír elé térdepeltették, majd vasrúddal, vagy valamilyen kertészeti eszközzel – kapával, lapáttal – a fejük hátsó részén megütötték. Az agyonlövés, a lövedékek tartalékolása miatt, kevésbé volt elterjedt. Sok embert kutakba, szakadékokba dobtak.
Mivel a vörös khmerek szinte teljesen elszigetelték az országot, a külvilág csak a menekültektől értesült a Kambodzsában elkövetett szörnyűségekről. Nagyjából két évnek kellett eltelnie, hogy a Thaiföldre érkező menekültek összecsengő beszámolóit elhiggyék a külföldiek. Thaiföldre nagyjából 23 ezer, Vietnámba 60 ezer kambodzsai menekült érkezett.

## Végjáték

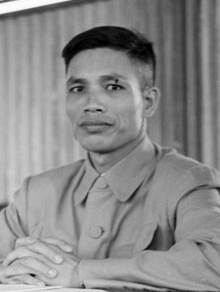
Van Tien Dung tábornok, a támadó vietnámi csapatok parancsnoka

Demokratikus Kambodzsa 1978-ra teljességgel fenntarthatatlanná vált. Mivel a négyéves tervben előírt rizsmennyiséget képtelenség volt előállítani, ezért a helyi vezetők félelmükben meghamisították az adatokat, és annyi rizst küldtek a központi raktárakba, amennyit össze tudtak szedni. Emiatt a falvakban rizshiány alakult ki, a lakosság mindenhol éhezett, rengetegen haltak meg alultápláltságban. Mivel a központból ritkán mentek falura a vezetők, meg voltak győződve arról, hogy minden a terveknek megfelelően halad.
Gyorsította a rendszer összeomlását a stratégiai fontosságú Keleti Zóna ellen indított hadművelet, majd az azt követő kegyetlen tisztogatás is, amelynek során tapasztalt katonák ezreit ölték meg, vagy kényszerítették szökésre Vietnámba.
A vietnámi kommunisták sokáig hallgattak a menekültek által elmondottakról, mert nem akarták, hogy a világ megtudja, mit követnek el korábbi védenceik. Sokáig abban bíztak, hogy sikerül ellenőrzés alá vonniuk kambodzsai elvtársaikat, csakúgy, mint a laoszi kommunistákat. 1977-ben benyomultak a vietnámi csapatok Kambodzsába, melynek célja még Pol Pot tárgyalóasztalhoz kényszerítése volt, illetve, hogy elejét vegyék a Vietnám határmenti területeire történő vörös khmer betöréseknek. Vietnám ekkor még óvatos volt, nehogy kínai intervenció induljon északról. Vietnám csak azután kezdett nyilvánosan is beszélni a népirtásról, hogy egyértelművé vált: Pol Pot és társai megfékezhetetlenek.
A diplomáciai kapcsolatok 1977. decemberi megszakítása után alig három hónappal, 1978. április 3-án a hanoi rádió felkelésre szólította fel a kambodzsaiakat khmer nyelvű adásában. Vietnám a kambodzsai menekültekből katonai egységet szervezett, és felkészült a kétfrontos – a kambodzsai és a kínai csapatok elleni – harcra. December 3-án a rádió bejelentette a menekültek által létrehozott Nemzeti Megmentési Egységfront megalakulását. Ez a szervezet igen heterogén volt, különböző irányultságú kommunisták és egyéb emigránsok alkották, akiket a vörös khmerekkel szembeni ellenségesség és a vietnámi támogatás tartott össze. Az egységfront léte adta a vietnámi támadás látszólagos legitimitását.
1978. december 25-én a vietnámi hadsereg százezer katonával, harckocsikkal, repülők támogatásával általános támadást indított, és bár Kína megtámadta Vietnámot, hogy segítséget nyújtson Pol Potnak, a vietnámiak néhány nap alatt legyőzték a vörös khmereket. A vörös khmerek rendszere 1979. január 7-én omlott össze, amikor a vietnámi csapatok elfoglalták Phnompent. A vörös khmer hadserege elszórt és szervezetlen ellenállást tanúsított a vietnámiakkal szemben, ugyanis a rémuralom, a tömeggyilkosságok és tisztogatások miatt nem voltak alkalmas vezetői a katonáknak. A Tuol Szleng börtönőrei azonban még a bukás napjának a reggelén is több foglyot meggyilkoltak. A rendszer vezetői elmenekültek, és elrejtőztek, sok faluban azonban a fellázadt parasztok lemészárolták a vörös khmereket. 1979 elején vietnámi segítséggel megalakult az új adminisztráció, és az ország neve Kambodzsai Népköztársaság lett.

## Emberveszteség

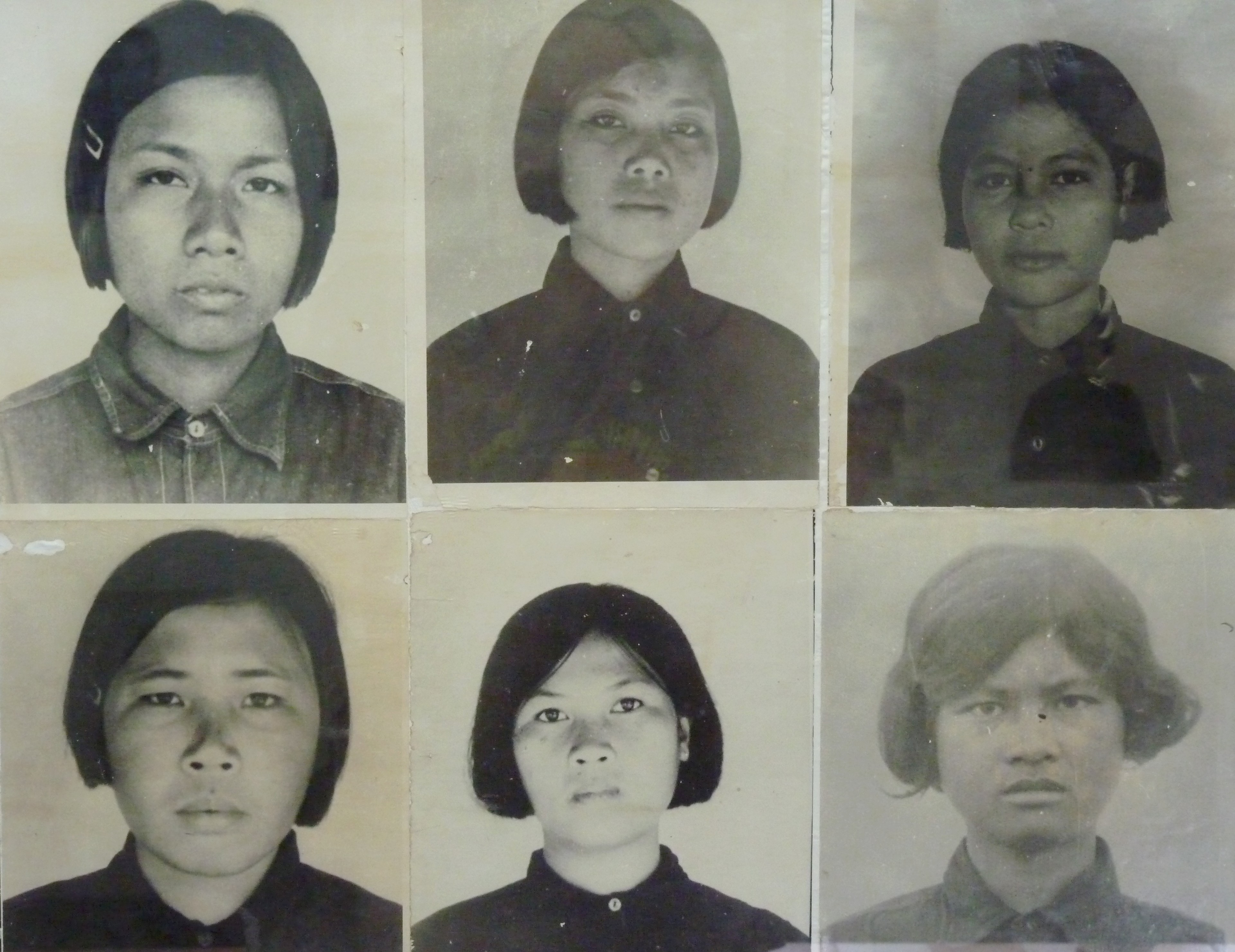
A Tuol Szlengben meggyilkolt áldozatok fotói

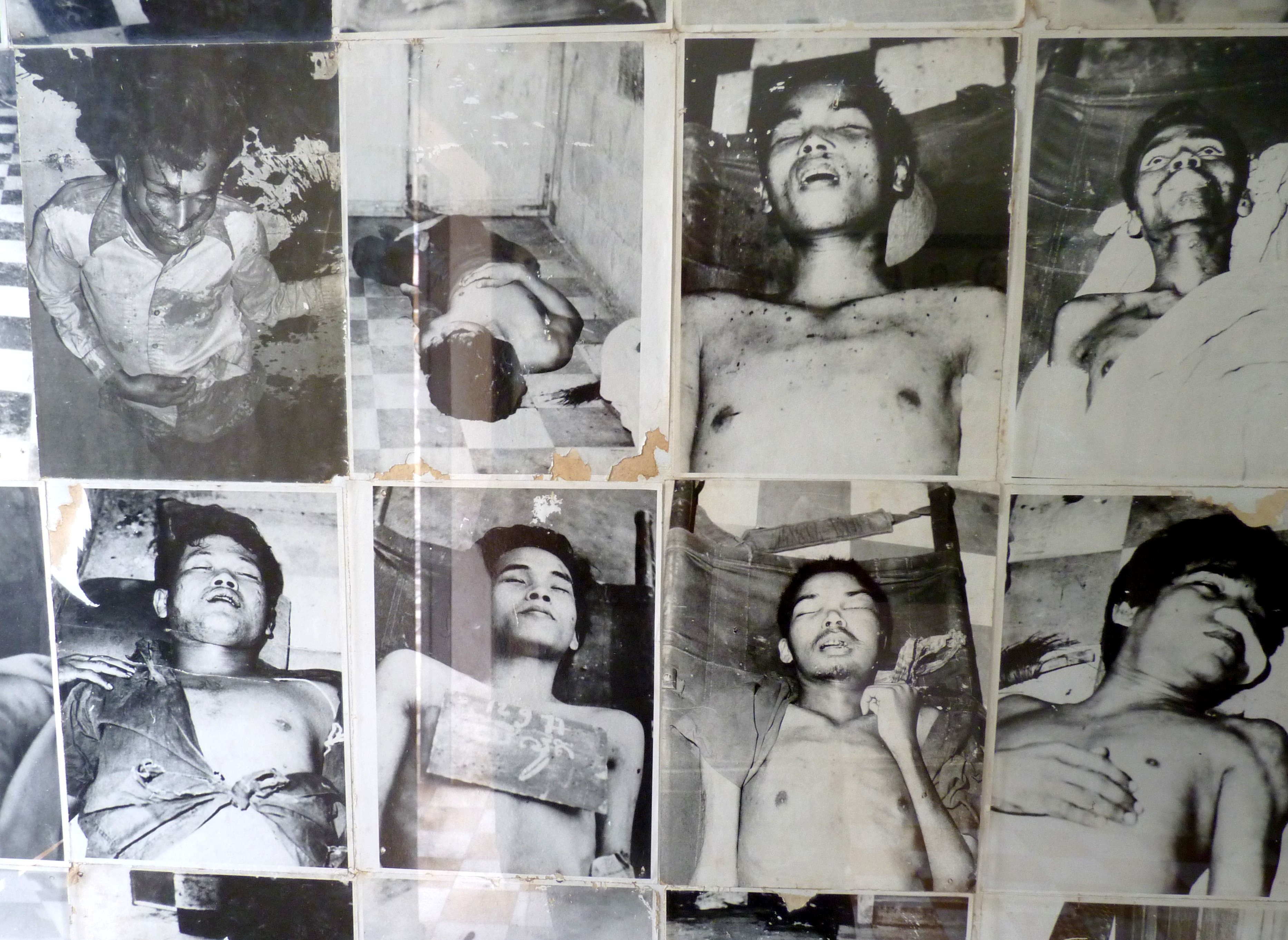
A Tuol Szlengben meggyilkolt áldozatok fotói

Nem tudni pontosan, hogy hány ember halt meg a vörös khmerek kambodzsai rémuralma alatt. Pol Pot egy 1979. januári interjúban azt bizonygatta, hogy „csak néhány ezer kambodzsai vesztette életét a nép jólétére törekvő politikánk alkalmazása közben elkövetett hibák miatt.” Khieu Szamphan 1987-ben azt mondta, hogy háromezer embert tévedésből öltek meg, mellettük 11 ezer vietnámi ügynököt végeztek ki, 30 ezer embert pedig a párt soraiba befurakodó vietnámiak gyilkoltak meg. Szerinte a vietnámi megszállók 1,5 millió embert öltek meg az ország lerohanása után.
A becslések szerint a 7,1 millió kambodzsaiból 1,67–1,87 millió halt meg Demokratikus Kambodzsa három éve és kilenc hónapja alatt. Közülük 527–680 ezer embert az állam gyilkoltatott meg. Marek Sliwinski kutatási adatai szerint 1975 és 1979 között a kambodzsai férfiak 33,9, a nők 15,7 százaléka halt meg nem természetes módon. Ezeknél a számoknál léteznek nagyobb becslések is, amelyek a kivégzések és a vörös khmer rémuralom miatt kialakult állapotok áldozatainak számát három millió főre teszi, amely több mint negyede a lakosságnak.
A legnagyobb áldozatot a fiatal férfiak és a 60 év felettiek hozták: a 20-30 évesek 34 százaléka, a 30-40 évesek 40 százaléka, a 60 év feletti férfiak és nők 54 százaléka pusztult el. Egy 1989-es felmérés szerint a kambodzsai felnőtt lakosság 64 százalékát a nők tették ki a férfiak aránytalanul nagyobb veszteségei miatt. 1982-ben a gyerekek 42 százaléka árva volt.
A kutatások szerint az új emberek, vagyis a városlakók, akik a népesség ötven százalékát tették ki, jóval nagyobb arányban haltak meg, mint a régiek, vagyis a vidékiek. Szörnyű áldozatot hoztak a buddhista szerzetesek is: 60 ezerről nagyjából ezerre csökkent a számuk. A 400 ezres kínai kisebbségből, amely főként városlakó volt, 200 ezren vesztették életüket. Meghalt a köztársasági hadsereg tisztjeinek 82,6 százaléka, a felsőfokú végzettségűek 51,5 százaléka, a katolikusok 48,6 százaléka, a muzulmán csam kisebbség 50 százaléka.
A gyilkosságok területi szórása is nagy különbséget mutat: fővárosiak 41,9 százalékát, Kompong Csam régió lakóinak 71,2 százalékát, az északi országrészben található Oddar Mean Csej tartományban élők 90,5 százalékát pusztították el. Marek Sliwinski szerint a vörös khmerek a kivégzések alig két százalékát követték el nyilvánosan, a többiekkel titokban, zárt területeken végeztek.
Kambodzsában 20 ezer tömegsírt fedeztek fel, ahová a vörös khmerek tömegmészárlásainak áldozatait temették el. Napjainkban is találnak sírokat a városok, falvak külterületén, a dzsungelben és a hegyek között is.

## A bukás után

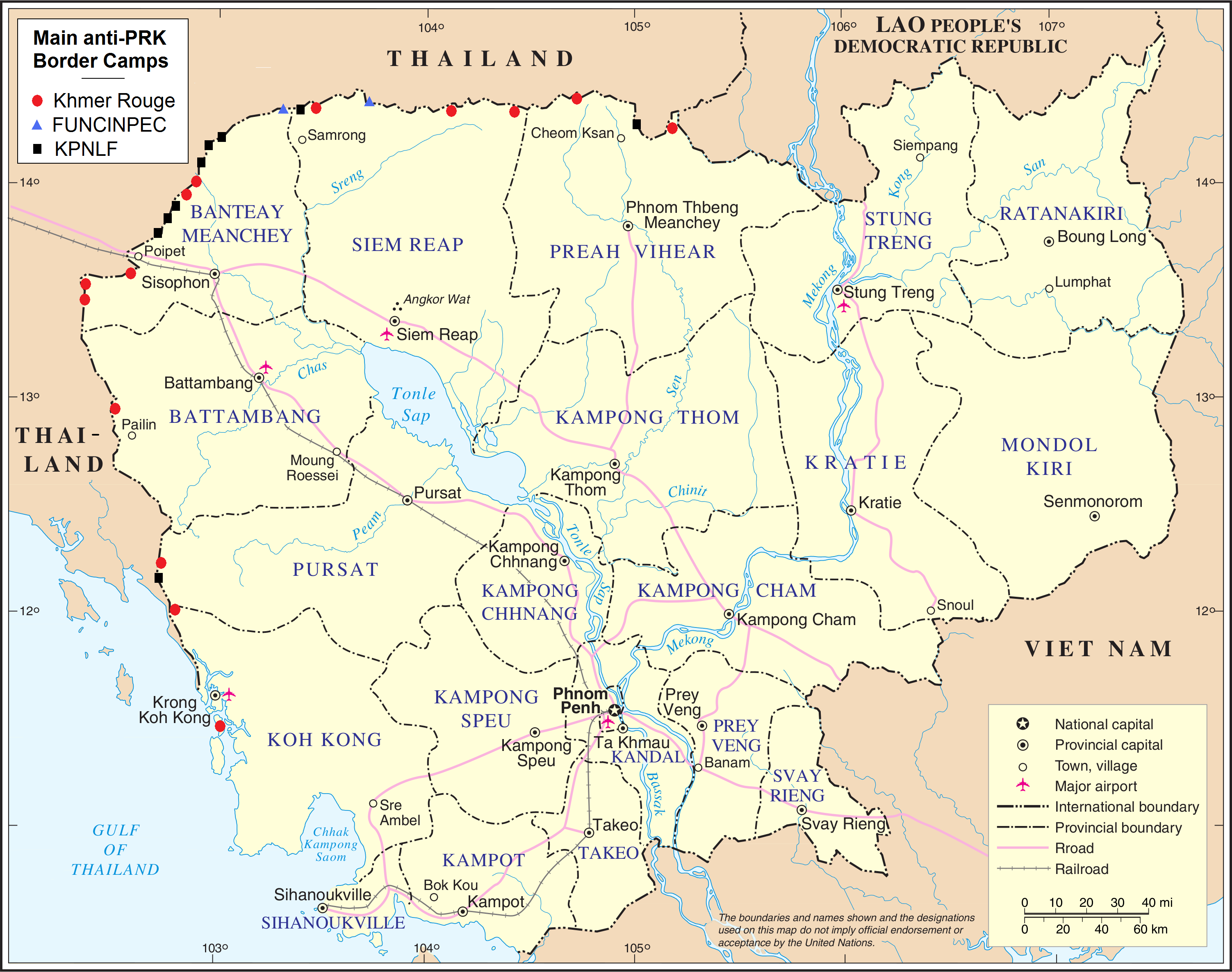
Politikai-katonai gócpontok elhelyezkedése a vietnámi győzelem után: vörös khmer (piros jel), Nemzeti Egységfront a Független, Semleges, Békés és Együttműködő Kambodzsáért (fekete), a Khmer Nép Nemzeti Ellenállási Frontja (kék)

A vörös khmerek egészen az 1990-es évek végéig folytatták váltakozó intenzitású gerillaháborújukat Kambodzsa északnyugati területein, a thaiföldi határ mentén, de ezek annyira jelentéktelen akciók voltak, hogy semmilyen eredményt nem tudtak elérni, legfeljebb csak a jelenlétükre hívták fel a figyelmet. Akcióikat Kína egy ideig még támogatta pénzügyileg. Thaiföld, aki maga is elítélte Vietnám kambodzsai bevonulását, védőerőként tekintett a dzsungelba szorult Pol Potra, mivel addig, amíg Vietnámnak a megmaradt vörös khmerekkel kellett harcolnia, az ország elkerülhette a Vietnám felől jövő további kommunista terjeszkedést.
A vietnámiak meghagyták a kommunista államrendet, és támogatásukkal számos olyan politikus került az ország vezetésébe, aki korábban maga is a vörös khmerek közé tartozott. A Demokratikus Kambodzsa legfőbb vezetői gyakorlatilag békében élhettek Kambodzsa általuk ellenőrzött részein vagy Kínában. A szervezet az 1980-as években új célt tűzött ki, a vietnámiak kiűzését, de agitációit nem kísérte visszhang. Pol Pot 1998-ban, hat hónappal halála előtt interjút adott egy amerikai újságírónak, amelyben kijelentette: „Lelkiismeretem tiszta. Mindent, amit tettem, csakis a nemzetért, az emberekért, Kambodzsa népéért tettem.” Ekkor már házi őrizetben volt, mivel 1997-ben kiábrándult és önmagukkal is meghasonlott vörös khmerek letartóztatták. Ekkor tárgyalások is kezdődtek lehetséges kiadatásáról és bíróság elé állításáról.
Pol Pot azzal védekezett, hogy ő csak a szükséges döntéseket hozta meg, azok végrehajtásáért nála jóval alacsonyabb beosztású emberek feleltek, így nem ismert minden részletet. A „hibákat” azzal magyarázta, hogy tapasztalatlanok voltak, és így kellett megoldaniuk a különböző helyzeteket. Pol Potnak nem kellett bíróság elé állnia; 1998-ban meghalt, mozgalma egy évvel később összeomlott.
2006-ban felállították a Kambodzsai Törvényszékek Rendkívüli Kamaráit (ECCC), amelyek annak a kevés főbűnösnek a perét lefolytatják, aki bíróság elé kerül. A törvényszék életfogytiglani börtönbüntetésre ítélte Kaing Guek Eavot. A volt börtönparancsnokot visszavitték bűncselekményei helyszínére. Beszámolók szerint összetört, és sírva kért bocsánatot tetteiért. „Bocsánatot kérek! Tisztában vagyok azzal, hogy nem tudtok megbocsátani, de azt kérem, hagyjátok meg a reményt, hogy ez megtörténhet!”. Bíróság elé állt Khieu Szamphan egykori államfő, Ieng Sary volt külügyminiszter, felesége, Ieng Thirith egykori szociális miniszter és Nuon Csea, a vörös khmerek főideológusa. Ieng Thirith-et később időskori elbutulása miatt felmentették.
2014. augusztusban Nuon Cseát, a kettes számú testvért és Khieu Szamphant életfogytiglani börtönbüntetésre ítélték emberiesség elleni bűncselekmények miatt. 2018 novemberében népirtásban is bűnösnek mondták ki őket a muzulmán csam és a vietnámi kisebbség leölésének kísérletében. Az igazságszolgáltatást nehezíti még, hogy Kambodzsa jelenlegi politikusai között nem egy akad, akinek a szülője a vörös khmerek között szolgált.
A szörnyű gyilkosságok, kínzások, kényszerházasságok miatt súlyos társadalmi feszültség maradt hátra, amelyből Kambodzsa nehezen lábal ki. A kényszerházasságokban született gyermekek legtöbbjét a szülők elhagyták, elvetették, emiatt rengeteg lett az árva és a lelenc, akikből egy egész csellengő generáció alakult ki, sokan napjainkig nem képesek beilleszkedni a társadalomba. Ezeket a kényszerből összeállított családokat és eldobott gyerekeket ma próbálják segíteni különféleképp.

## Hogyan történhetett meg?
Több társadalomtudós is egyetért abban, hogy a vörös khmerek uralmának legfontosabb jellemzői – a brutalitás, a fanatizmus, a megszállott nacionalizmus – a kambodzsai társadalom múltjában gyökereztek. A társadalmi felépítmény része volt a kizsákmányolás, az engedelmesség, a mástól való függés. A kambodzsaiak nem ismerték a demokratikus megoldásokat: természetes volt, hogy feltétel nélkül engedelmeskednek a központi hatalomnak, legyen az a király, a puccsal hatalomra jutó Lon Nol tábornok vagy éppen a vörös khmerek. Kambodzsa a vörös khmerek előtt is szigorú hierarchiájú és meglehetősen korrupt ország volt, amelyben természetes volt, hogy csak azok érvényesülnek, akiknek erős támogatóik vannak. A tömegek tanulatlanok és tájékozatlanok voltak. A vörös khmerek megjelenése előtt is általános jellemzője volt az országnak a vietnámiakkal, a kínai kereskedőkkel szembeni gyűlölet.